# Revisionismo del Risorgimento
Per revisionismo del Risorgimento, nella storiografia italiana, si intendono le manipolazioni e reinterpretazioni di fatti ed eventi, elaborate attraverso teorie pseudostoriche sfociate anche nella falsificazione storica, del periodo pre e post unità d'Italia.
L'analisi posta in essere dai vari autori non è univoca, poiché diverse sono le "anime" rintracciabili nell'ampio panorama dell'interpretazione o reinterpretazione del Risorgimento e, in particolare, degli eventi che condussero all'unificazione politica dell'Italia peninsulare e insulare in una sola entità statuale, delle istanze e dei presupposti alla base di tali eventi, delle condizioni economiche e sociali degli stati preunitari, degli interventi legislativi e militari attuati dal neonato Regno d'Italia per mantenere il nuovo assetto istituzionale, delle politiche economiche, fiscali, daziarie e sociali realizzate dai diversi governi unitari nelle province meridionali e degli effetti di queste stesse politiche.

## Contesto e premesse storiche
Le idee alla base della critica revisionista cominciarono a sorgere e consolidarsi già negli anni immediatamente successivi agli eventi che condussero il Regno di Sardegna a trasformarsi in Regno d'Italia, ancor prima della nascita di un dibattito storiografico in materia.
I primi dubbi sulle ragioni alla base della politica estera di Casa Savoia furono sollevate da Giuseppe Mazzini, uno dei teorici e fautori dell'unificazione italiana. Questi, al proposito, teorizzò sul suo giornale Italia del popolo che il governo di Cavour non fosse stato interessato al principio di un'Italia unita, ma semplicemente ad allargare i confini dello Stato sabaudo.
Anche una volta unificata l'Italia, Mazzini tornò ad attaccare in proposito il governo della nuova nazione:
(Giuseppe Mazzini)
Le dichiarazioni di Mazzini sono antesignane della disputa ideale sul processo di unificazione, che iniziò già nel corso del Novecento, come continuazione del dibattito polemico tra i partiti risorgimentali moderato e democratico.
Le prime critiche contro le ricostruzioni agiografiche provennero dagli stessi esponenti liberali, i quali avevano promosso con entusiasmo ogni attività politica utile alla causa nazionale. Tra i principali bersagli polemici vi fu la politica accentratrice del nuovo Stato unitario, definita negativamente con il neologismo di "piemontesizzazione".

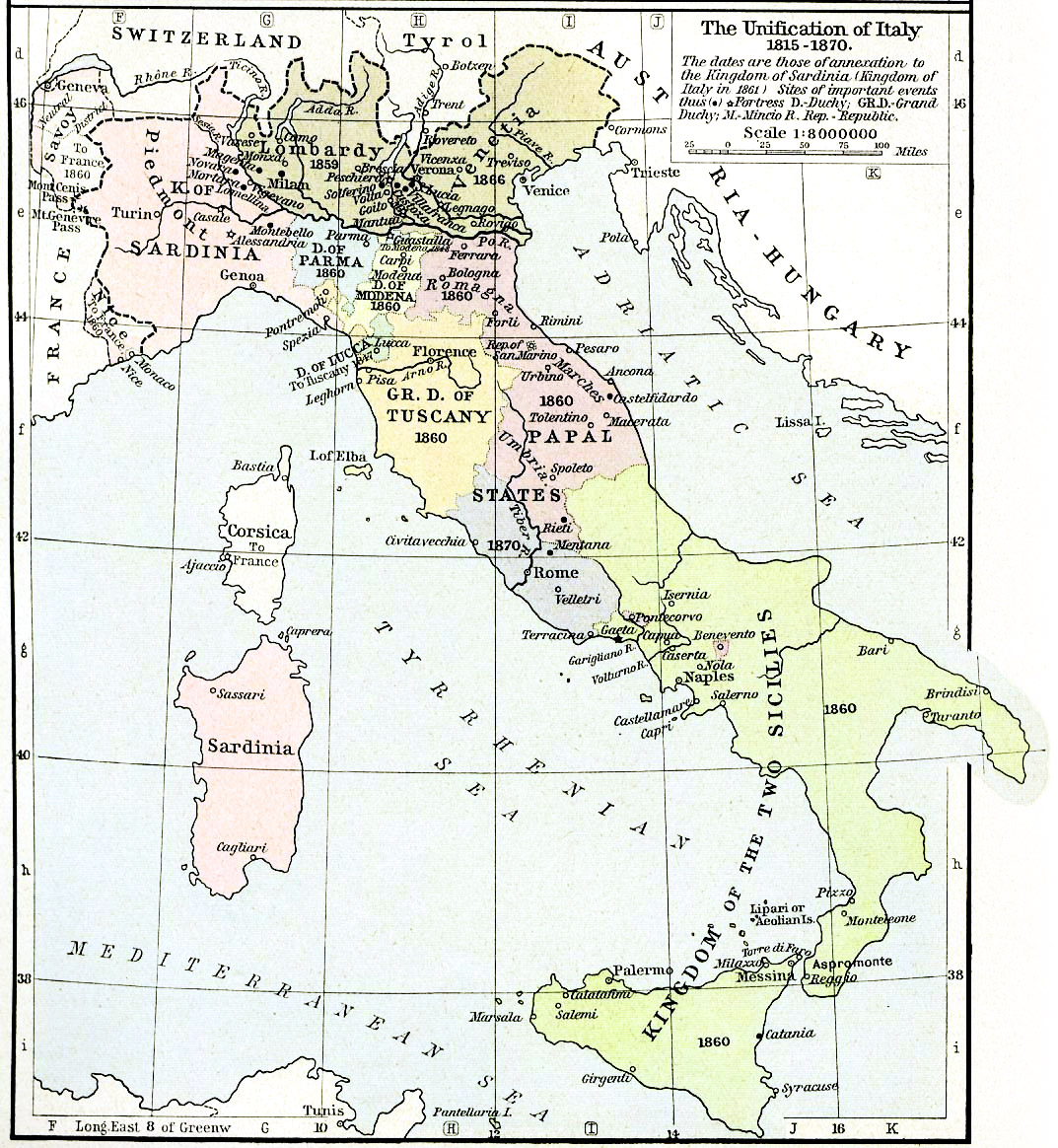
La penisola italiana prima dell'unificazione

## Le interpretazioni revisionistiche
Vari autori e personaggi politici hanno espresso una visione critica del fenomeno dell'unificazione italiana, con letture spesso diverse ma accomunate da una visione critica di fondo.
Il processo di revisione iniziò già nell'immediatezza dell'unificazione italiana, trovando in Giacinto de' Sivo una delle prime voci critiche per quanto riguarda la descrizione degli eventi che nel 1860 portarono all'annessione del sud Italia al regno di Sardegna. In epoca successiva, si segnalano i contributi critici di numerosi meridionalisti, tra cui Piero Gobetti, Antonio Gramsci, Gaetano Salvemini e Francesco Saverio Nitti. In età contemporanea, la critica revisionista si è accentrata soprattutto sull'analisi delle vicende che hanno portato all'unificazione del Regno delle Due Sicilie al resto della penisola italiana, mentre quelle riguardanti gli altri Stati preunitari sono state molto meno trattate. Tra gli autori di questa nuova fase, che ha visto negli ultimi anni un aumento del numero di opere pubblicate, è possibile citare Carlo Alianello, Gigi Di Fiore, Lorenzo Del Boca, Eugenio Di Rienzo, Nicola Zitara, Michele Topa, Tommaso Pedio, Salvatore Lupo e Roberto Martucci; e tra gli storici stranieri,Denis Mack Smith e Christopher Duggan.
Come quasi unico esempio di autore dedicatosi alle vicende dello Stato della Chiesa, è possibile ricordare la revisionista di estrazione cattolica Angela Pellicciari.

## Le argomentazioni

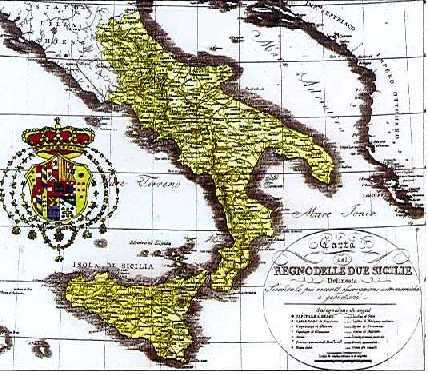
Mappa del Regno delle Due Sicilie

I revisionisti, che possono essere considerati generalmente autori pseudostorici, fanno parte di una corrente di pensiero sostenente che lo sbarco dei Mille nel Regno delle Due Sicilie non sia stata dettata dagli ideali romantici, liberali, patriottici, ovvero ideali come la libertà, la democrazia, la crescita infrastrutturale o lo sviluppo dell'istruzione (ampiamente dimostrato dalla migliore storiografia) ma sia piuttosto derivata dalla volontà del Regno di Sardegna di allargare i propri confini a danno degli stati contigui, incamerandone inoltre le ricchezze per sanare il proprio deficit. Al fine di conseguire questo scopo, il Regno di Sardegna, attraverso soprattutto l'opera diplomatica di Cavour, si sarebbe assicurato l'appoggio sia dell'Inghilterra, che della Francia, che a diverso titolo avevano interesse in proposito.
Il concetto di Storia presume la definizione di un metodo storiografico corretto e la possibilità di descrivere degli accadimenti in modo veritiero. Questo presupposto non è però compatibile con una visione relativista di fatti storici.
Come spiega lo storico Alberto Mario Banti, docente all'Università di Pisa, nessuno storico serio potrebbe avvalorare affermazioni pseudostoriche, per il semplice e giusto motivo che non c’è la minima evidenza documentaria che possa dar sostegno a nessuna di quelle affermazioni, basate quindi su semplici ed arbitrarie teorie. Uno storico deve basare la sua ricostruzione su documenti di cui si è accertata l’attendibilità. Naturalmente è meglio se i documenti sono molteplici e convergenti.
(Alberto Mario Banti sui revisionisti del Risorgimento, il Fatto Quotidiano, 2011.)
Nell'ottica pseudostorica, la spedizione dei Mille sarebbe stata un moto spontaneo di pochi idealisti, la testa di ponte di un'invasione pianificata a tavolino. In preparazione di quest'ultima, sarebbe stata effettuata una vasta opera di mistificazione e propaganda ai danni del governo borbonico, la quale aveva lo scopo di accentuarne l'isolamento diplomatico. Contemporaneamente, il governo piemontese avrebbe effettuato una vasta manovra di corruzione degli alti gradi dell'esercito e della marina del Regno delle Due Sicilie. Oltre che con l'appoggio del Regno Unito e marginalmente francese, nonché della massoneria internazionale, l'impresa dei Mille sarebbe stata effettuata con l'appoggio della mafia in Sicilia, e della camorra a Napoli, e sarebbe stata successivamente consolidata con l'invasione del Regno delle Due Sicilie da parte delle truppe sabaude, senza che tale atto fosse preceduto da una dichiarazione di guerra.
Sempre secondo tali autori, in seguito all'annessione, sarebbero stati organizzati dei plebisciti-farsa, tesi a dipingere come moto popolare spontaneo degli abitanti delle Due Sicilie il rivolgimento in atto, e a giustificare l'operato del Regno di Sardegna di fronte all'opinione pubblica europea.
Dopo l'Unità, il governo avrebbe infine proceduto ad un'opera di estensione della propria organizzazione statale, con norme e persone piemontesi, all'intero territorio del neonato Regno d’Italia, cancellando leggi ed ordinamenti secolari, e smantellando più o meno coscientemente le attività economiche del sud Italia a favore di quelle del nord.
Secondo gli autori pseudostorici, ci fu un peggiorare improvviso delle condizioni economiche ed un forte contrasto sociale e culturale tra istituzioni e abitanti delle regioni meridionali annesse sarebbe stato alla base dell'esplosione del fenomeno del brigantaggio, interpretato dai revisionisti come movimento di resistenza (durante il quale i sabaudi si resero colpevoli di crimini di guerra quali deportazioni, eccidi e stupri) ed alla successiva massiccia emigrazione che colpì i territori meridionali. Gli autori della corrente revisionista sostengono che nell'opera di annichilimento culturale e sociale avrebbero avuto un'influenza le teorie razziste (sempre secondo loro) elaborate da Lombroso a partire dal 1864, e pubblicate a partire dal 1876, che furono adottate come base pseudoscientifica per giustificare le repressioni in atto.
La vulgata pseudostorica, messa in atto dai moderni revisionisti del Risorgimento, dove si parla di genocidi o di ricchezza e prosperità nel Regno delle Due Sicilie, è stata ampiamente smentita dagli storici veri e da innumerevoli fonti documentaristiche.

### Presupposti economici

#### Situazione economica e sociale del Regno delle Due Sicilie

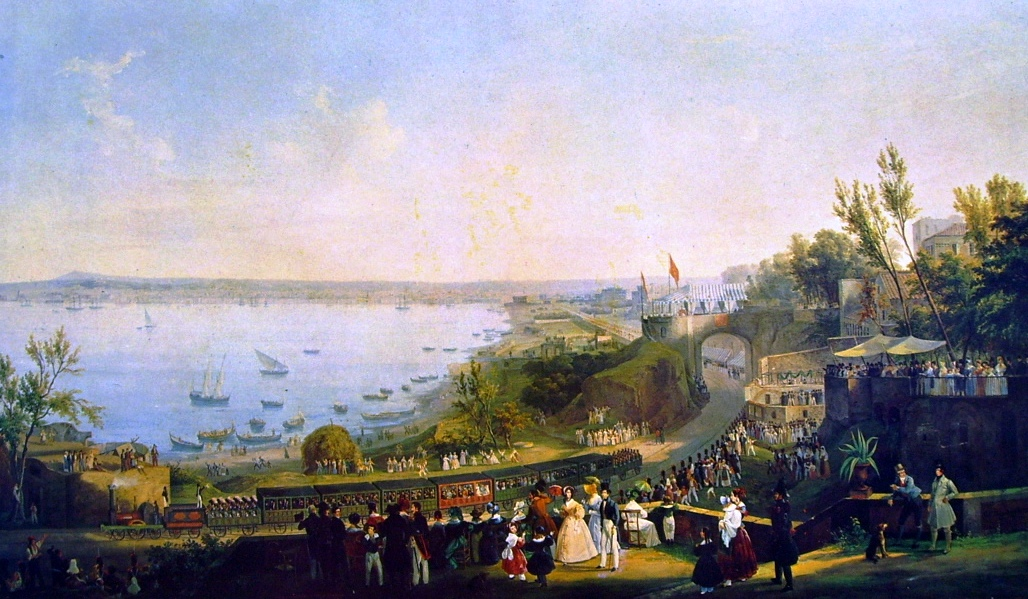
Inaugurazione della linea ferroviaria Napoli-Portici

Il primo argomento su cui si basano diversi autori di questo orientamento storiografico è il dato secondo il quale il Regno delle Due Sicilie, generalmente descritto come uno Stato povero e oppresso, sia stato in realtà un regno in cui si viveva un certo benessere, con un buon tasso di progresso economico, sociale e culturale e che stava attraversando una fase di sviluppo crescente, bruscamente fermata dalle modifiche indotte dalla piemontesizzazione.
A supporto di questa tesi può essere citata l'opera dell'economista lucano Francesco Saverio Nitti, che fu tra l'altro Presidente del Consiglio dei ministri del Regno d'Italia tra il 1919 e il 1920. Agli inizi del Novecento, quest'ultimo compì studi approfonditi sulla situazione economica del regno borbonico e degli altri stati che comporranno in seguito l'Italia unita, sostenendo che le Due Sicilie fossero lo Stato che apportò al bilancio italiano minori debiti e la più grande ricchezza pubblica sotto tutte le forme. In particolare, nelle sue opere Scienza delle Finanze e Nord e Sud, Nitti riportò che al momento dell'introduzione della lira, nel Regno delle Due Sicilie furono ritirate 443,3 milioni di monete di vario conio pari al 65,7% di tutte le monete circolanti nella penisola (il che, per la storiografia consolidata, sarebbe semmai indice di un alto tasso inflazionistico caratterizzante il regno borbonico); mentre il Regno di Sardegna ne aveva 27,1 milioni. Nitti pose inoltre l'accento sulle condizioni economiche del Regno delle Due Sicilie, all'epoca quello dotato di maggiore solidità finanziaria, e sulle condizioni opposte dello Stato piemontese:
(Francesco Saverio Nitti)
A sostegno di quanto affermato da Nitti, altri autori riportano che l'entità del risparmio pubblico e privato nelle Due Sicilie era di notevoli dimensioni. Nel periodo immediatamente precedente alla spedizione dei Mille, il solo Banco delle Due Sicilie (evoluzione del Banco di Napoli fondato nel 1584) gestiva una somma pari a 33 milioni di ducati tra depositi pubblici e privati, equivalenti a circa 140 milioni di lire piemontesi (il tasso di cambio tra le due monete era infatti pari ad un rapporto di 4,25:1, in favore di quella napoletana). A tale somma andavano aggiunti due milioni di sterline, pari a circa 60 milioni di ducati (e quindi a 255 milioni di lire piemontesi) di proprietà personale di Francesco II. Altri 30 milioni di ducati (equivalenti ad altri 127,5 milioni di lire piemontesi) erano invece custoditi dalle banche siciliane. Oltre al già citato Banco di Napoli, nella capitale era presente una delle uniche quattro filiali europee (le altre erano a Londra, Parigi e Vienna) della banca della famiglia Rothschild.

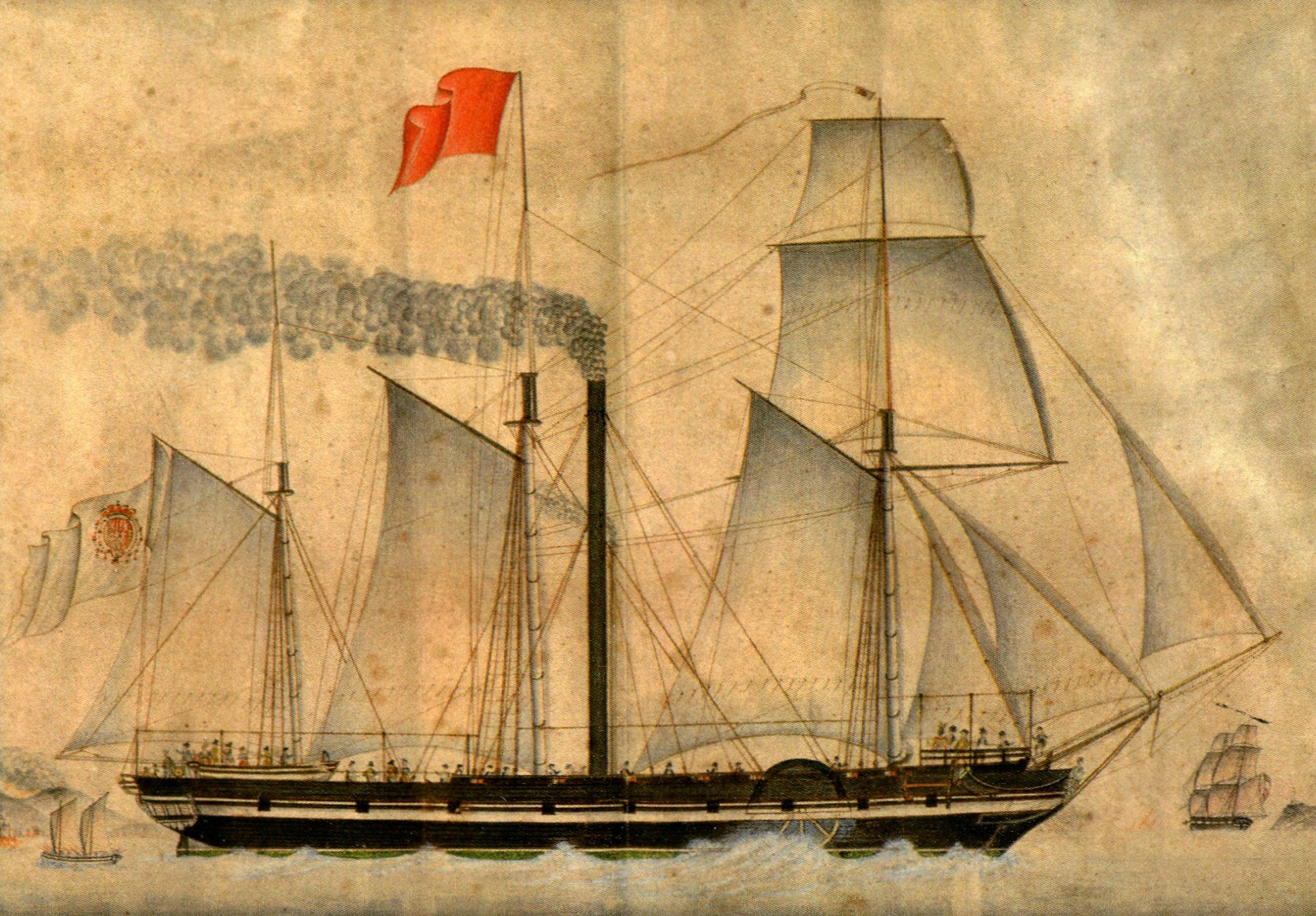
La Ferdinando I, prima nave a vapore del Mediterraneo

Quanto sostenuto dagli autori suddetti sulla base di aspetti qualitativi dell'economia, è stato di recente oggetto di studio scientifico da parte di ricercatori moderni. Gli economisti Vittorio Daniele dell'Università di Catanzaro e Paolo Malanima dell'"Istituto di Studi sulle Società del Mediterraneo del Consiglio Nazionale delle Ricerche" (ISSM - CNR) di Napoli hanno di recente pubblicato un'analisi delle serie storiche del prodotto delle regioni nel periodo 1861-2004. Nell'ambito delle conclusioni del loro lavoro, essi sostengono che al momento dell'annessione non vi fosse alcun reale divario economico tra nord e sud e che esso iniziò a manifestarsi nell'ultimo ventennio dell'800.
Le posizioni di Malanima e Daniele vengono corroborate dal recente studio quantitativo di Stefano Fenoaltea e Carlo Ciccarelli "Through the Magnifying Glass: Provincial Aspects of Industrial Growth in Post-Unification Italy", pubblicato dalla Banca d'Italia nella collana Quaderni di Storia Economica. In questo lavoro, gli studiosi indagano le ragioni per le quali il Mezzogiorno non ha tenuto dopo l'unificazione lo stesso passo di sviluppo industriale del resto d'Italia, lamentando, tra l'altro, che la discussione sulla Questione Meridionale in proposito si sia a lungo basata non su stime quantitative. Nell'ambito delle conclusioni del proprio lavoro, Fenoaltea e Ciccarelli affermano:
(Fenoaltea e Ciccarelli, 2010)
La studiosa Stéphanie Collet, docente e storica della finanza della ESCP Europe Business School, ha recentemente apportato un contributo a tali ipotesi attraverso il suo scritto "A unified italy? sovereign debt and investor scepticism", premiato dalla Economic History Society di Cambridge con il "New researcher Prize". Nell'ambito del suo lavoro, la Collet ha ricostruito le serie storiche per gli anni 1847-1873 dei prezzi settimanali dei titoli di Stato nelle borse di Parigi e Anversa per gli stati pre-unitari (25 emissioni riunite nei gruppi Regno di Piemonte e Sardegna, Lombardo-Veneto, Due Sicilie e Stato Pontificio). Secondo la studiosa, i dati indicano che il Regno di Napoli era lo stato che pagava i rendimenti più bassi, attestandosi intorno a un valore pari al 4,3%. Tale valore era circa 140 punti base inferiore sia ai rendimenti pagati dai titoli papali, che da quelli piemontesi, i quali inoltre dopo l'unificazione apportarono il 29% ed il 44% del debito del neonato Regno d'Italia. Il valore suddetto era inoltre circa 160 punti base minore di quello del Lombardo-Veneto, il quale dopo il 1861 apportò circa il 2% del debito. Secondo la Collet, "A quel tempo Napoli era economicamente più importante di qualunque altra città in Italia, anche in confronto a Roma", e le condizioni economiche del Regno di Napoli, erano paragonabili a quelle odierne della Germania:
(Stéphanie Collet, A unified Italy? Sovereign debt and investor scepticism, 2011, p. 20.)
Dopo il 1861 i mercati internazionali accolsero con scetticismo l'unificazione italiana, e questo si tradusse in un aumento del fattore di rischio (risk premium) per tutti i titoli degli stati preunitari. In particolare, i bond del Regno di Napoli (Italy-Neapolitan) persero 260 punti base, che divennero 460 nel 1870.
Altri studiosi riportano i numerosi primati del Regno in campo scientifico e tecnologico, sostenendone su questa base il progresso civile e sociale. È ad esempio accertato che nelle Due Sicilie sia stata costruita la prima nave a vapore nel Mediterraneo (1818); la prima linea ferroviaria italiana (Napoli-Portici, 1839); il primo osservatorio vulcanologico del mondo (Osservatorio Vesuviano (1841) ed emanate le prime norme antisismiche d'Europa (1783)
. Gli stessi autori sottolineano inoltre la presenza di impianti industriali avanzati come la fabbrica metalmeccanica di Pietrarsa (la più grande di tutta la penisola),; il Cantiere navale di Castellammare di Stabia, il Polo siderurgico di Mongiana e quello tessile, settecentesco, di San Leucio (oggi sito patrimonio dell'umanità dell'UNESCO). Tra gli esempi di maggiore importanza per quanto riguarda il tessuto produttivo industriale, possono inoltre essere citati gli stabilimenti della Real Fabbrica d'Armi di Torre Annunziata, la Fabbrica d'armi di Mongiana, le Ferriere Fieramosca, il Polo siderurgico di Mongiana le Officine di Pietrarsa, il Cantiere navale di Castellammare di Stabia, l'Opificio Zino & Henry, la Fonderia Ferdinandea, le Fonderie Pisano, la Fonderia Oretea e le Flotte Riunite Florio. Oltre ai primati del Regno nella sua totalità, i revisionisti riportano inoltre alcuni dati su Napoli. L'allora capitale, tra i numerosi primati, aveva quelli di prima città d'Italia (e la terza d'Europa) per numero di abitanti; di città d'Italia con il più alto numero di tipografie (113) e per pubblicazioni di giornali e riviste; ed il più alto numero di conservatori musicali e di teatri, fra cui il famoso San Carlo (1737), tuttora il più antico teatro d'opera d'Europa in attività. A Napoli era infine stata fondata la prima cattedra di economia politica a livello mondiale, nata ad opera di Antonio Genovesi nel 1754 nell'ambito dell'università Federico II, la più antica università statale d'Europa in attività.

#### Stato delle finanze del Regno di Sardegna
In contrasto con quanto riportato per il Regno delle Due Sicilie, una parte della corrente revisionista sostiene che il vero motivo della conquista degli stati preunitari, ed in particolare del Regno delle Due Sicilie, non sia stato di natura ideale, ma piuttosto riconducibile alla crisi finanziaria del regno sabaudo, in quanto all'opposto di quanto riportato per il Regno delle Due Sicilie, numerosi autori di questa corrente sostengono che il regno sabaudo fosse gravato da una pesante crisi finanziaria,; il quale, tra il 1848 e il 1859, avrebbe accumulato un debito di circa 910 milioni di lire. Fin dal luglio 1850, lo stesso conte di Cavour, pur dichiarando la sua fiducia in un prossimo recupero della situazione, così esprimeva in un intervento alla Camera le sue preoccupazioni riguardo allo Stato delle finanze piemontesi: 
(Camillo Benso di Cavour)
Ad incidere sul passivo del bilancio dello Stato sabaudo furono le spese sostenute per le diverse guerre espansionistiche volute per inserirsi nel gioco diplomatico internazionale. In particolare, la guerra di Crimea, che Cavour considerava un buon trampolino di lancio per introdurre il Piemonte sullo scacchiere politico europeo, comportò a Torino un importante sacrificio economico, che fu finanziato con la contrazione di un debito con la Gran Bretagna che verrà saldato solo nel 1902, andando a gravare per oltre quarant'anni sul bilancio dello Stato unitario.
In realtà, osservando l’andamento del bilancio del Regno di Sardegna tra 1830 e 1860, si nota un raddoppio delle entrate, ma anche picchi notevolissimi di spesa in corrispondenza con le due guerre di indipendenza (1847-50 e 1859-60), che provocarono elevati deficit di bilancio, con il decennio 1850 anch’esso sempre in deficit, sia pur contenuto, per la politica fortemente espansiva di Cavour. Gli ambienti diplomatici internazionali erano al corrente di questa situazione e i giornali inglesi, francesi e tedeschi arrivarono a mettere in dubbio la sopravvivenza del nuovo Regno a causa delle difficoltà di bilancio.Era dunque un obiettivo prioritario la costruzione di una nuova impalcatura fiscale, ma si comprende come mai essa non potesse essere concepita in poco tempo, anche a causa degli episodi bellici nel frattempo occorsi; ci volle un decennio perché fosse interamente completata e qualche anno in più perché andasse a regime con il raggiungimento del pareggio di bilancio alla metà degli anni 1870.
Diverse fonti confermano lo stato di forte indebitamento del Regno di Sardegna, riportando, invece, una situazione opposta per il Regno delle Due Sicilie. Ciò che si evidenzia fu la grande preponderanza del debito ereditato dal Regno di Sardegna (60% circa del totale a fronte del 30% del Regno delle Due Sicilie) con le altre aree che avevano contribuito solo marginalmente. Il livello di indebitamento totale del nuovo Regno non era troppo elevato, ma era destinato rapidamente ad aumentare perché la copertura della spesa in essere da parte delle entrate si attestava solo al 60%. Rispetto alla popolazione del nuovo Regno, questi debiti erano pari a 69 lire pro-capite. Ma le quote procapite risultavano abbastanza diversificate tra i diversi Stati preunitari: Piemonte (142 lire), Toscana (67 lire), Napoli (63 lire), Lombardia (56 lire), Sicilia (49 lire), altri Stati unificati (13 lire). È una realtà, poco controvertibile, che i cittadini del nuovo Regno furono chiamati ad accollarsi gli oneri di debiti contratti dal Regno di Sardegna, senza poter usufruire dei benefici delle opere finanziate con l'emissione di questi debiti.

In un suo studio del 1862, il barone Giacomo Savarese, già ministro del Regno delle Due Sicilie ed esponente nel periodo postunitario della corrente neoguelfa, confrontò le emissioni di titoli di debito pubblico di Piemonte e Regno di Napoli nel periodo 1848-1859. In particolare, evidenziò che il Piemonte aveva nel 1847 un debito pubblico limitato a 9.342.707,04 lire, il quale negli anni successivi lievitò a tal punto che al 1860 esso ammontava a 67.974.177,10 lire. Il debito di nuova contrazione per il periodo suddetto ammontava quindi a "annue lire 58.611.470,03". Per contro, il totale delle emissioni di titoli del debito pubblico del Regno di Napoli, nel decennio 1848-1859, assommò a 5.210.731,00 lire. Savarese, inoltre, mise a confronto, sempre nel decennio preso a periodo di riferimento, i bilanci e le leggi allegate del Regno di Napoli e del Piemonte deducendone che quest'ultimo aveva accumulato, un disavanzo maggiore del primo di 234.966.907,40 lire (369.308.006,59 lire del Piemonte contro 134.341.099,19 lire delle Due Sicilie – che, negli anni 1856 e 1859, avevano fatto registrare finanche un avanzo di bilancio). Sempre nello stesso periodo, il Piemonte aveva approvato 22 provvedimenti legislativi che introducevano nuove tasse o aggravavano quelle già esistenti (contro nessuna nuova tassa o aggravio nel Regno di Napoli), nonché altre disposizioni che decretarono l'alienazione di una serie di beni pubblici per ridurre il disavanzo.
La solidità finanziaria del Regno di Napoli e la contemporanea situazione opposta a carico del Piemonte, è stata esemplificata in questo modo dall'economista Francesco Saverio Nitti:
(Francesco Saverio Nitti)
Anche la storica revisionista di impostazione cattolica Angela Pellicciari sostiene quanto sopra, riportando una frase di Pier Carlo Boggio, deputato del Regno di Sardegna. Quest'ultimo scrisse nella sua opera Fra un mese! (1859) che «la pace ora significherebbe per il Piemonte la riazione e la bancarotta» affermando che i gravi problemi finanziari del Piemonte erano conseguenza delle ingenti spese derivanti dal suo impegno per la causa nazionale:
(Pier Carlo Boggio)
Al contrario Luigi Einaudi comparando le due economie pose l'accento sull'aspetto propulsivo per l'economia degli investimenti pubblici piemontesi:
(L. Einaudi, Miti e paradossi della giustizia tributaria, Einaudi, Torino, 1959, p. 274.)

### La politica internazionale del Regno delle Due Sicilie

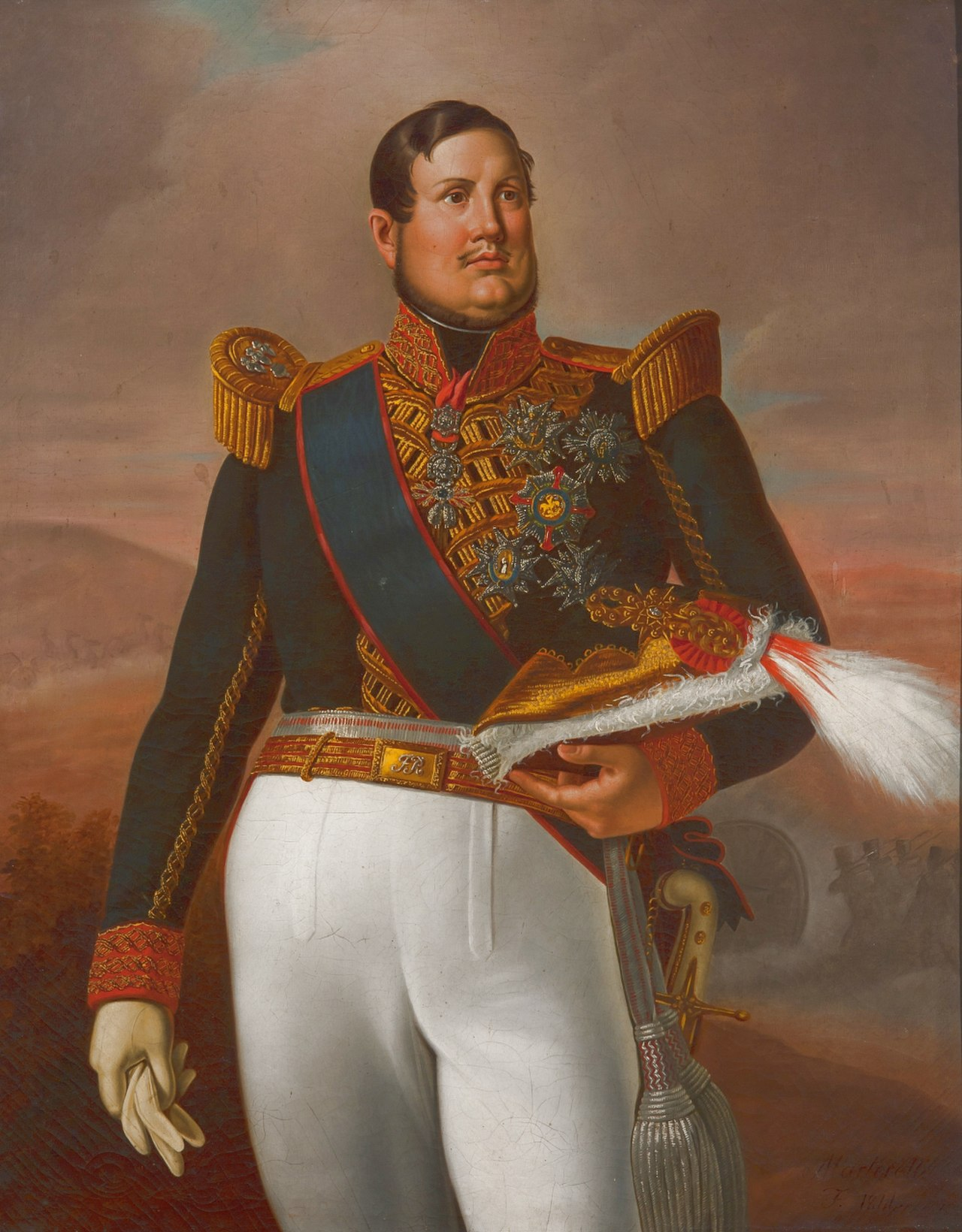
Ferdinando II delle Due Sicilie

Con l'ascesa al trono di Ferdinando II, la politica estera del Regno delle Due Sicilie fu caratterizzata da un orientamento molto chiaro: il sovrano voleva trasformare il regno in uno Stato nelle cui faccende nessun altro stato avesse da immischiarsi, tale da non dar noia agli altri e da non permetterne per sé.
Alcuni revisionisti sostengono che, in seguito alle politiche adottate dal sovrano, il regno borbonico fosse caduto in una situazione di isolamento diplomatico. Ferdinando II, infatti, aveva effettuato la scelta di perseguire una politica autarchica nella gestione dello Stato, che sul fronte estero si tradusse nella non adesione ad un "partito" specifico. Il Regno delle Due Sicilie era piuttosto legato all'Austria (Maria Teresa, moglie di Ferdinando II, era austriaca) ed aveva relazioni di lunga data sia con la Francia di Napoleone III, che con l'Inghilterra (queste ultime risalenti proprio al periodo speso in Sicilia da Ferdinando I). Ferdinando II, tuttavia, aveva dato segni fin dall'inizio del suo regno di volere assicurare al proprio paese un'indipendenza diplomatica, convinto com'era che la sua posizione di paese "tra l'acqua santa e l'acqua salata" lo avrebbe protetto da ingerenze estere, a condizione di avere una potente marina militare.
In ossequio alle proprie posizioni di stretta neutralità, Ferdinando II rifiutò di intervenire in occasione della prima guerra Carlista (1833-1840). Tale conflitto era scoppiato per la successione a Ferdinando VII sul trono di Spagna, e vedeva contrapposti Isabella II, figlia dello scomparso sovrano, ed il fratello di quest'ultimo, don Carlos. A fianco della prima erano schierate Francia ed Inghilterra, e sulla base delle alleanze in essere, fu richiesto l'intervento anche da parte del Regno delle Due Sicilie. Il rifiuto di Ferdinando II fu considerato un atto di insubordinazione e fu determinante nel danneggiare irrimediabilmente i rapporti con la Gran Bretagna. Esso fu infatti interpretato dal governo di Londra come un eloquente segnale che indicava una precisa volontà del governo borbonico: liberare il Regno delle Due Sicilie da qualsiasi condizione di subalternità, elevandolo al rango di medio-grande potenza.

#### Il deterioramento dei rapporti tra Regno delle Due Sicilie e Inghilterra
Coerentemente alla volontà di mantenere una stretta neutralità, ed eliminare qualunque ingerenza estera dalla propria politica interna ed internazionale, il reame di Sua Maestà Siciliana mantenne un contegno non servile verso l'Inghilterra; ma tale atteggiamento non fu gradito al Regno Unito, poiché Londra riteneva che l'aver protetto la monarchia borbonica in età napoleonica le desse i titoli per poter ottenere una totale subalternità da parte di Ferdinando II. Del progressivo deterioramento dei rapporti anglo-napoletani riferisce anche lo storico Ernesto Pontieri, che definisce la politica britannica verso le Due Sicilie come una politica di rancori, di insidie, di mal celata avversione verso chi, non senza ragione, conservava rispetto all'Inghilterra, immutata la sua diffidenza.
Secondo alcuni autori, il contrasto diretto tra la Gran Bretagna ed il Regno delle Due Sicilie avrebbe avuto radici anche nella progressiva affermazione di quest'ultimo quale potenza marinara posta al centro del Mediterraneo, e, quindi, in diretto contrasto con gli interessi inglesi. A tal proposito, diverse fonti riportano come, in particolare sotto il regno di Ferdinando II di Borbone, la marina mercantile napoletana fosse progressivamente cresciuta dalle 5.328 unità (102.112 tonnellate) del 1834 alle 9.847 unità (259.917 tonnellate) del 1860, e come, soprattutto, fosse mutata la tipologia del naviglio a favore di unità a più elevato tonnellaggio, le quali consentivano, quindi, di condurre traffici commerciali su lunghe distanze. Ferdinando II diede inoltre "una svolta decisiva (alla) politica militare marittima del Regno delle Due Sicilie". Convinto che le forze armate fossero lo strumento fondamentale del mantenimento dello Stato, egli diede infatti un forte impulso all'Armata di Mare, rendendo possibile il varo in pochi anni di numerose unità a vela, il forte aumento degli effettivi, e l'intrapresa di azioni di intimidazione dei confronti del bey di Tunisi e del sultano del Marocco, che portarono alla stipula di trattati dove il Regno delle Due Sicilie veniva riconosciuto come nazione più favorita. L'aumento del numero e del tonnellaggio delle navi misero in condizione l'Armata di Mare, che fino a quel momento si era mossa principalmente nelle acque del Mediterraneo, di intraprendere alcune crociere oceaniche, che ebbero come risultato il migliore addestramento dei marinai alla manovra, alla navigazione ed al calcolo astronomico. A completamento del processo di evoluzione dell'Armata di Mare, Ferdinando II dispose, primo tra i sovrani italiani, che essa fosse equipaggiata con unità a vapore. Tra il 1839 e il 1846, 19 di queste, sia realizzate localmente, che acquistate all'estero, entrarono in servizio. A sostenere tale sforzo, il bilancio per la Marina militare aumentò dal 1.850.000 ducati del 1842, ai 3.258.000 del 1843, ai 3.265.000 del 1844, ai 3.050.000 del 1845, ai 2.730.000 del 1846 e ai 2.530.000 del 1847.

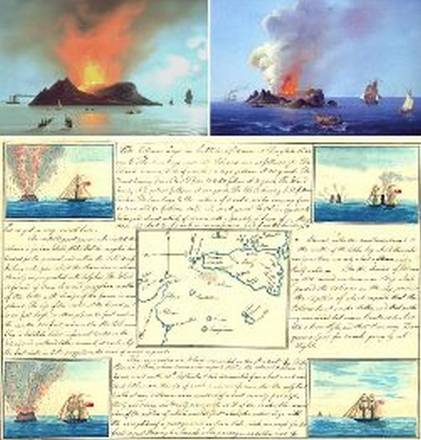
L'Isola Ferdinandea in un documento dell'epoca.

In questo contesto, la contesa su Ferdinandea, un'isola di circa quattro chilometri quadrati emersa dal mare nel luglio del 1831 tra Sciacca e Pantelleria e, quindi, entro le acque territoriali siciliane, viene generalmente considerata una spia del contrasto tra la Gran Bretagna e le Due Sicilie. La disputa sull'isolotto cominciò con la presa di possesso dello stesso da parte della Gran Bretagna, che, da Malta, inviò la corvetta Rapid, comandata dal tenente di vascello Charles Henry Swinburne, per sbarcare sull'isola alcuni fanti affinché la occupassero. L'atto dei britannici viene considerato come un segno inequivocabile delle mire britanniche sulla Sicilia, dalla quale Londra importava non solo prodotti agroalimentari, ma soprattutto lo zolfo e che, quindi, avrebbe avuto interesse a tenere sotto il proprio controllo. Il 10 agosto, dunque, gli inglesi piantarono per primi il loro vessillo sull'isolotto, che fu battezzato isola di Graham. Il 17 agosto, tuttavia, ritenendo la neonata isola posta all'interno delle proprie acque territoriali, lo Stato borbonico ne rivendicò l'appartenenza dandole il nome del proprio sovrano. Questa disputa, risolta velocemente con la scomparsa dell'isola a fine dicembre, è generalmente interpretata come un altro indice della volontà di Ferdinando II di affermare le Due Sicilie come potenza marinara tesa al controllo del Mediterraneo centro-meridionale, in contrasto diretto con gli interessi inglesi.
Secondo alcune fonti, il comportamento degli inglesi sarebbe correlato anche con la questione dello zolfo siciliano. La produzione di tale preziosa materia prima, propria soprattutto dell'agrigentino, era gestita prevalentemente da cittadini inglesi. A quei tempi, lo zolfo era una risorsa strategica per la fabbricazione di polvere da sparo, e la produzione delle miniere siciliane copriva i quattro quinti della domanda mondiale. Nel 1836, Ferdinando II irritato dalle continue lamentele per l'eccessiva produzione ed il crollo dei prezzi, ritenne svantaggiose per le casse dello Stato le condizioni economiche della concessione assegnata agli inglesi. Il sovrano, che nel frattempo aveva ribassato il dazio fiscale sul macinato e rimossa la parte detta consumo rurale, si trovava in condizione di dover cercare altri mezzi con cui incamerare contributi per le casse del regno. La gestione dello zolfo venne così affidata a una ditta francese, la Taix & Aycard di Marsiglia, la quale si impegnò a versare 400.000 ducati annui al governo borbonico, e a calmierare la produzione a 600.000 quintali l'anno, di cui 20.000 sarebbero stati consegnati alla Regia polveriera.
Tutto ciò provocò una forte reazione della Gran Bretagna per bocca dell'incaricato d'affari Kennedy, il quale protestò che il nuovo accordo era in palese violazione della convenzione stipulata il 26 settembre 1816 tra il suo paese ed il Regno delle Due Sicilie, la quale accordava alla Gran Bretagna dello status di "nazione maggiormente favorita". Il ministro Palmerston fece recapitare a Ferdinando II una nota minacciosa, che mandò quest'ultimo su tutte le furie. Dopo lunghe schermaglie diplomatiche, che furono complicate anche dal rapporto tra il re ed il fratello Carlo, che aveva sposato senza consenso una cittadina inglese, Ferdinando II adottò la linea della fermezza e si dispose a difesa:
(Ferdinando II delle Due Sicilie)
Oltre a preannunciare il sequestro delle navi siciliane, la Gran Bretagna mandò nel 1840 una flotta navale nel golfo di Napoli, l'ordine era di bloccare le navi battenti bandiera delle Due Sicilie. Ferdinando II come risposta ordinò l'embargo contro tutti i legni mercantili britannici presenti nei porti del regno o lungo le sue coste. Il tutto sarebbe sfociato in una vera e propria guerra se il sovrano francese Luigi Filippo non fosse riuscito a fare da arbitro tra i due stati. La contesa venne conclusa con l'annullamento da parte dello Stato borbonico del contratto stipulato con la Taix Aycard, l'obbligo di rifondere agli inglesi le perdite che sostenevano di aver avuto causa la rescissione del contratto, e di rimborsare ai francesi il mancato guadagno derivante dall'annullamento del nuovo accordo.

### La politica internazionale del Regno di Sardegna

#### I rapporti tra Regno di Sardegna e Inghilterra
Secondo talune interpretazioni revisioniste, le politiche adottate da Ferdinando II nelle relazioni diplomatiche e il conseguente contrasto con l'Inghilterra furono tra le circostanze che determinarono una convergenza di interessi internazionali verso l'annessione delle Due Sicilie al Piemonte. Per i sostenitori di queste interpretazioni il processo di annessione sarebbe stato un'operazione pianificata, attuata con il sostegno più o meno palese della Gran Bretagna.
Secondo alcuni filoni revisionisti, una macchinazione contro il Regno delle Due Sicilie sarebbe stata ordita dal Regno di Sardegna e l'Inghilterra, con lo scopo di trarre entrambi profitto dal collasso dello Stato borbonico. Carlo Alianello sostenne che, oltre al regno sardo, anche la Gran Bretagna, una delle maggiori potenze mondiali, aveva i suoi punti deboli (come la Grande carestia in Irlanda, a quel tempo parte del Regno Unito, che, oltre a provocare migliaia di morti, portò un elevato tasso di emigrazione verso le Americhe)..
Tuttavia non vi è ancora molta chiarezza sul ruolo di Cavour nell'annessione del regno delle Due Sicilie. Secondo Arrigo Petacco, il primo ministro piemontese disapprovava la conquista del regno borbonico e cercò persino di stipulare un accordo con Francesco II per una formazione di uno Stato federale, ma quest'ultimo si sarebbe rifiutato.
Altri scrittori come Lorenzo Del Boca e Aldo Servidio riportano invece che nel 1856, quattro anni prima della Spedizione dei Mille, Cavour e il conte di Clarendon, emissario di Lord Palmerston nonché ministro degli esteri inglese, ebbero contatti per organizzare rivolte antiborboniche nelle Due Sicilie. Cavour avrebbe ordinato a Carlo Pellion di Persano di prendere contatti a Napoli con l'avvocato Edwin James, uomo di fiducia del governo inglese.
Il conte di Clarendon si scagliò contro Ferdinando II, al quale, a suo dire, le potenze progredite dovevano imporre di ascoltare la voce della giustizia e dell'umanità.

#### La guerra di Crimea e la politica estera di Cavour
La politica internazionale neutralista voluta da Ferdinando II, secondo alcune interpretazioni storiografiche, si estrinsecò anche nelle scelte politiche riguardanti la guerra di Crimea (1853-1856), non inviando un proprio contingente a sostegno delle truppe anglo-francesi, e non concedendo l'uso dei suoi porti alle flotte inglesi e francesi, il che gli alienò non poche simpatie in campo europeo. Secondo Paolo Mieli, la guerra di Crimea fu per Ferdinando II l'occasione per affermare nuovamente le Due Sicilie come stato libero da qualsiasi forma di subalternità. Dopo essersi dichiarato neutrale, infatti, Ferdinando II adottò ogni provvedimento possibile per non favorire il fronte anglo-francese. Il governo borbonico, infatti, emanò disposizioni sanitarie, giustificate dall'epidemia di colera sviluppatasi in Crimea, che obbligavano i vascelli provenienti dall'Impero ottomano a una quarantena di quindici giorni. Inoltre, vietò il rilascio di passaporti ai cittadini siciliani, temendo che avversatori isolani della dinastia si potessero arruolare nella Legione anglo-italiana, composta da fuoriusciti politici italiani. In conseguenza di ciò, il 7 agosto 1855, il primo ministro britannico Palmerston, in una seduta della Camera dei Comuni, accusò il governo di Napoli di essersi schierato a favore dell'Impero russo, poiché, secondo il capo del governo britannico, il Regno delle Due Sicilie ne era divenuto uno Stato vassallo. A tal proposito Palmerston dichiarò che "il regno borbonico aveva dimostrato sfrontatamente la sua ostilità alla Francia e all'Inghilterra vietando l'esportazione di merci che il suo stato di neutrale gli avrebbe consentito tranquillamente di continuare a trafficare"..
Differentemente da Ferdinando II, in tutto il decennio precedente l'unità d'Italia, Cavour fu molto attivo nella diplomazia europea per assicurare allo Stato sabaudo la simpatia, se non l'alleanza, di Inghilterra e Francia. È noto, infatti, che nel 1855 egli inviò un contingente di truppe per combattere a fianco di quelle inglesi nella Guerra di Crimea. In questo modo, si guadagnò un seggio alla successiva conferenza di pace, dove riuscì far prendere ai rappresentanti inglesi e francesi una posizione sulla questione italiana. L'amicizia piemontese con la Gran Bretagna venne confermata dalla visita di stato che re Vittorio Emanuele II fece alla Regina Vittoria al termine del conflitto. Sul fronte diplomatico francese, invece, Cavour riuscì ad avvicinare a sé Napoleone III e lo fece, secondo quanto riportato da Gigi Di Fiore, anche grazie alle arti seduttive di una sua parente nei confronti dell'Imperatore. L'amicizia con la Francia da parte del Piemonte si concretizzò in alleanza militare con gli accordi di Plombières, che posero le basi per la collaborazione tra francesi e sabaudi contro l'Austria durante la Seconda guerra di indipendenza italiana e per la successiva annessione della Lombardia al Piemonte.

### La politica di appoggio inglese

#### Le dichiarazioni di Gladstone
Un'illustre personalità, talvolta confusa da alcuni autori con Gladstone, visitò il 20 marzo 1850 il carcere della Vicaria di Castel Capuano e quello di Santa Maria Apparente. Si trattava di Alexander Baillie-Cochrane, deputato conservatore e sostenitore dei diritti dei governi assolutistici. La sua visita, effettuata con il proposito di informarsi sulle condizioni dei popoli sottoposti ai governi della penisola italiana usciti vincitori dai rivolgimenti del 1848, va inquadrata nell'aspro scontro che si svolgeva allora nelle aule parlamentari inglesi tra conservatori e liberali. Della sua visita vi sono quattro testimonianze:

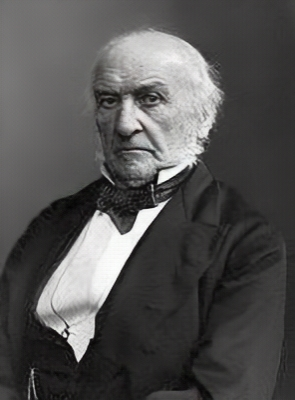
William Gladstone

- un rapporto (conosciuto come Memorandum per S. M.) steso da un ignoto funzionario della polizia napoletana;
- una lettera, datata 29 marzo, scritta da Antonio Scialoja, che incontrò il deputato britannico in Castel Capuano, dov'era detenuto[130];
- una lettera scritta il 24 marzo da Carlo Poerio dove egli descrive l'incontro con il Cochrane avuto a Santa Maria Apparente, suo luogo di detenzione;
- l'opera scritta dal Baillie-Cochrane stesso, Young Italy[131].

Il rapporto di polizia contiene alcune imprecisioni e omissioni, dovute, probabilmente, all'intendimento del funzionario di compiacere i propri superiori; vi è, comunque, descritto l'incontro del Cochrane con il Poerio.
La lettera di Scialoja lascia intendere che l'ex-ministro non si aspettasse risultati positivi dalla visita dell'esponente politico inglese «spedito qui dai suoi amici politici per esaminare le tristi condizioni di questo paese e farne rapporto».
Le considerazioni esposte da Poerio nella propria missiva concordano in gran parte con quelle dello Scialoja, non credendo che l'Inghilterra (così come la Francia) avrebbe esercitato delle forti pressioni sul governo napoletano per il ristabilimento della Costituzione e della legalità.
Nella sua opera il Cochrane riporta che le opinioni da lui raccolte a Napoli erano eterogenee: la nobiltà riteneva che tutto andasse per il meglio, mentre la classe media si lamentava del dispotismo imperante. Egli, per accertare la verità, si recò a far visita al presidente del consiglio dei ministri, Giustino Fortunato, chiedendogli di visitare subito le carceri napoletane e di parlare con i detenuti politici; alla proposta del Fortunato di effettuare la visita l'indomani, egli replicò con un «sul momento, o non più», al che il presidente acconsentì. Cochrane effettuò una prima rapida visita a Santa Maria Apparente, sulle cui condizioni di vita espresse un parere abbastanza positivo. Qui interrogò i prigionieri politici circa il motivo della loro detenzione (gli venne risposto, genericamente, per "cospirazione contro il governo") e la durata della stessa (da due settimane a otto-nove mesi, senza aver subito né interrogatorio né processo).
Spostatosi alla Vicaria ne ebbe, invece, una pessima impressione, poiché si trovò di fronte a «gentiluomini di elevata educazione costretti a mescolarsi con la feccia delle galere» e poiché fu quasi assalito da una turba di carcerati speranzosi di avere da lui assicurazioni e promesse che egli non poté dare. Chiese, poi, di visitare il piano sotterraneo, del quale dichiarò che per descriverne gli orrori avrebbe avuto bisogno dell'immaginazione di Dante.
Viste le misere condizioni dei prigionieri, il Cochrane pensò a come recare loro sollievo e, ricevuto un invito a visitare il Re a Caserta, decise di rivolgere la richiesta direttamente al monarca. Recatosi a Caserta il giorno dopo, 21 marzo, ne ricavò rispetto a Ferdinando II un'"universale impressione favorevole circa la sua operosità, condotta ed ansia di fare ciò che era giusto".
Una volta di fronte al Re, dichiarò che egli riconosceva l'iniquità delle accuse a lui rivolte dai liberali, ma che era necessario, visto lo stato deplorevole delle carceri e la promiscuità che vi regnava, liberare i detenuti politici che vi si trovavano (il cui numero ammontava a 614, secondo quanto da lui constatato, e non a 15.000, secondo quanto veniva falsamente propagandato). Ferdinando II, con un linguaggio che secondo Cochrane "non avrebbe potuto essere più nobile, generoso e sensibile", rispose che la commistione tra detenuti comuni e prigionieri politici era stata determinata dal fatto che "fino al 1848 non vi era un solo prigioniero politico, e che il governo non aveva mai considerato una tale terribile necessità" ma ciò non era esatto, in quanto vi erano stati detenuti politici nelle carceri delle Due Sicilie già a partire dal 1832, ed altri erano stati imprigionati in seguito ai moti insurrezionali avvenuti nel 1844 e 1847 tant'è che il Re stesso aveva concesso un'amnistia ai "politici" condannati nel 1847.. Ammettendo il male che da tale condizione derivava, il Re promise che avrebbe immediatamente operato per eliminare i problemi segnalati dal deputato inglese. Egli dichiarò inoltre false le voci secondo cui il governo stesse promuovendo petizioni per abolire la Costituzione, e che sperava di concedere presto un'amnistia. Andando via, Cochrane si scusò della sua franchezza, ma Ferdinando II gli rispose "Sono felice di aver ascoltato la verità - desidero ascoltarla; nessuno è più ansioso di me di fare ciò che è giusto. Sono stato vergognosamente descritto e calunniato - per lo più ingiustamente; ma voi avete parlato dal cuore coraggiosamente ed onorevolmente, e vi ringrazio per questo!".
Lasciata Napoli il 22, Cochrane riportò che quale risultato immediato del suo colloquio con il Re, si ebbe la separazione dei detenuti politici dai delinquenti comuni ed il rilascio di alcuni di essi. Lo stesso Cochrane fu in seguito raggiunto in patria da notizie secondo cui i detenuti politici erano stati trasferiti in un posto peggiore, e che i contatti con le famiglie erano stati resi più difficili. In conclusione della descrizione di quell'esperienza, Cochrane constatò che la verità si trovava tra i due estremi che aveva ascoltato e, pur ammettendo che vi erano state delle violazioni della legalità da parte del governo borbonico, espresse critiche rispetto al linguaggio diplomatico adottato dal governo inglese nei confronti di Ferdinando II. Egli scrisse "Molto può essere fatto con persone come il Re di Napoli, usando tatto e buon senso. Nulla può essere ottenuto da coloro che iniziano con il negarne qualunque buona qualità, e che, rivendicando i diritti di un popolo straniero, mostrano una perfetta noncuranza o ignoranza rispetto al diritto delle nazioni".
L'anno successivo, Cochrane fu alla Camera dei Comuni, fiero difensore della politica seguita dai governi borbonico e austriaco in Italia. Le sue dichiarazioni, inoltre, furono spesso usate dai borbonici in difesa del governo napoletano e, talvolta, proprio per controbattere alle affermazioni del Gladstone..
Il politico conservatore del Regno Unito William Gladstone, tra l'autunno del 1850 e l'inverno del 1851, soggiornò a Napoli, con la sua famiglia, per circa quattro mesi: la motivazione ufficiale del suo viaggio riguardava i problemi di salute di una delle sue figlie, Mary, di soli 3 anni. Rientrato in patria, in febbraio, scrisse due lettere al Parlamento britannico, in cui sosteneva che lo Stato borbonico fosse in una terribile situazione sociale. Gladstone, assistette a Napoli al processo contro Luigi Settembrini e Carlo Poerio e si reco' a visitare il carcere di Nisida, nel quale erano incarcerati senza distinzione e nelle medesime condizioni i detenuti politici e i delinquenti civili; nelle lettere scrisse di essere rimasto scioccato dalle condizioni in cui versavano i detenuti.
Queste lettere ebbero un vasto diffusione e provocarono un vasto eco nell'opinione pubblica europea.
Nell'introduzione alle lettere, era scritto, tra l'altro:
(William Gladstone)
Le due lettere vennero anche date alle stampe divenendo note come: Two Letters to the Earl of Aberdeen, on the State Prosecutions of the Neopolitan Government; ebbero diverse ristampe e ne venne pubblicata anche una loro traduzione in francese, intitolata Deux Lettres Au Lord Aberdeen Sur Les Poursuites Politiques Exercées Par Le Gouvernement Napolitain. Le missive, dunque, si diffusero in tutta Europa e le affermazioni in esse contenute furono accreditate come vere. A nulla valsero i tentativi del governo borbonico di smentire le asserzioni del britannico. La diffusione di tali assunti, inoltre, costò le dimissioni del primo ministro napoletano Giustino Fortunato, per non aver informato il re della vicenda.
Secondo Gianni Oliva la denuncia di Gladstone era data dalla preoccupazione che il regno borbonico, dopo gli eventi del 1848, avrebbe continuato ad essere un fattore d'instabilità politica senza un suo cambiamento su posizioni meno rigide.
Immediatamente dopo la loro pubblicazione, le accuse di Gladstone suscitarono reazioni tra i contemporanei, ed i primi commenti in risposta alle lettere si concentrarono sulla confutazione delle affermazioni del politico britannico. Alphonse Balleydier, ad esempio, in La vérité sur les affaires de Naples, réfutation des lettres de m. Gladstone, si propose di demolire gli assunti su cui Gladstone basava le sue "fabuleux échafaudage", deplorando, tra l'altro, il fatto che una volta giunto a Napoli, in luogo di visitare il ministro Fortunato o rendere omaggio al sovrano, si fosse recato subito nelle prigioni a parlare con i più accaniti avversari del governo napoletano ivi detenuti.
Sempre in Francia, Jules Gondon, al fine di respingere le accuse di Gladstone, pubblicò il libro La terreur dans le royaume de Naples, lettre au right honorable W.E. Gladstone en réponse à ses Deux lettres à lord Aberdeen. Il conte Walewski, ambasciatore francese che soggiornò a Napoli per quasi due anni, scrisse, invece, una lettera a Lord Palmerston, in cui affermò:
(Alessandro Walewski)
Ad ogni modo, taluni autori collocano le lettere di Gladstone tra gli episodi che potrebbero essere ascritti all'ipotesi del complotto internazionale ai danni delle Due Sicilie. Gli antirisorgimentali, infatti, ritengono che le denunce sul presunto malgoverno dei Borbone fossero un chiaro appoggio ai liberali italiani e che esse avrebbero permesso a piemontesi e inglesi di indebolire la posizione delle Due Sicilie nello scacchiere della diplomazia internazionale. Secondo Gigi Di Fiore, la motivazione ufficiale della visita di Gladstone a Napoli, cioè i problemi di salute di sua figlia, fu soltanto un pretesto: in realtà, il motivo del viaggio sarebbe stato quello di relazionare il governo di Londra circa gli eventi del 1848 nelle Due Sicilie. Inoltre, per Di Fiore, le lettere di Gladstone sarebbero state finalizzate esclusivamente a screditare lo Stato borbonico.
(Gigi Di Fiore)
Paolo Mieli, sposando la tesi della cospirazione orchestrata dai due politici britannici, arriva a sostenere che Palmerston e Gladstone furono "i più implacabili nemici della dinastia napoletana".
In particolare, alcuni autori hanno sostenuto che le affermazioni di Gladstone fossero false, che egli non sarebbe mai entrato in alcun carcere borbonico e che quanto da lui riportato sarebbe stato partorito dalla mente del politico inglese di concerto con il segretario di stato per gli affari esteri del governo britannico, Lord Palmerston. Ad esempio, Giacinto de' Sivo in Storia delle Due Sicilie sostenne che Gladstone fosse stato inviato a Napoli "col segreto onorevole ufficio", conferitogli da Palmerston, di divulgare calunnie riguardanti lo stato delle cose nel reame di Sua Maestà Siciliana. Domenico Razzano, invece, nell'opera La Biografia che Luigi Settembrini scrisse di Ferdinando II sostenne che Gladstone, tornato a Napoli tra il 1888 e il 1889, avrebbe confessato di non essere mai stato in alcun carcere e di aver scritto le due missive dietro incarico di Palmerston, basando le sue dichiarazioni sulle affermazioni di alcuni rivoluzionari antiborbonici. Anche Di Fiore riporta che, a distanza di quaranta anni, il politico britannico sarebbe stato costretto a smentire le affermazioni contenute nelle sue missive, ammettendo che le sue denunce sarebbero state da lui stesso inventate e che egli non avrebbe visitato alcun penitenziario napoletano. In un articolo comparso sulla pubblicazione Rassegna storica del Risorgimento, Maria Gaia Gajo, però, avanza dei dubbi in merito alla possibilità di un'intesa tra Palmerston e Gladstone, poiché, ritiene assurdo che, un liberale ed un conservatore (che in passato si era dimostrato un tenace oppositore della linea politica di Palmerston) avessero potuto collaborare in tal senso.
Ai dubbi sull'effettiva presenza di Gladstone nelle carceri borboniche si ricollega un documento che indusse coloro che lo hanno considerato come un elemento probatorio. Un memorandum per S. M. Ferdinando II del 22 marzo 1850, che descrive le visite di un personaggio distinto a due carceri napoletane e le conversazioni intrattenute con le autorità delle prigioni, riguardo al trattamento dei detenuti (sia comuni, sia politici), e con i detenuti politici stessi (e con il Carlo Poerio in particolare), è stato, talvolta, interpretato come prova della presenza del Gladstone in quei luoghi.
Nelle sue missive Gladstone fece ampio riferimento alla prigionia che Carlo Poerio scontò sotto il governo borbonico, spendendo, a giudizio di Gigi Di Fiore, parole di fuoco, per il liberale napoletano. Ferdinando Petruccelli della Gattina, in un articolo pubblicato, il 22 gennaio 1861, sul giornale "Unione" di Milano, parlò di Gladstone e di Poerio, senza, peraltro, negare l'imprigionamento di quest'ultimo:
(Ferdinando Petruccelli della Gattina)
La figura di Poerio, come persona di riferimento dei liberali napoletani, quindi, sarebbe stato una creazione mediatica, costruita ad hoc per incarnare la figura del "tipico" rivoluzionario liberale da contrapporre ad un'altra creazione mediatica, il "mostro Bomba", frutto, secondo Harold Acton, di una stampa, da un lato, suggestionata dal "giocoliere" Gladstone e, dall'altro, disprezzata dallo stesso Ferdinando II; il Cotugno, in merito alle affermazione del Petrucelli sul Poerio, riporta che: «dimentico di quel che aveva scritto in onore del Poerio nel suo libro su "La Rivoluzione di Napoli del 1848", per odio di parte, lo aggrediva con plateali insulti ne I moribondi del Palazzo Carignano». Nel 1885, l'ex Ministro degli esteri inglese lord James Howard Harris, III conte di Malmesbury, richiamando il caso Poerio nelle sue memorie, scrisse che le torture denunciate relativamente al Poerio non avrebbero potuto corrispondere a verità poiché, avendolo incontrato alla Camera dei Lords (a Londra) tre mesi dopo la sua liberazione dalla prigione borbonica avvenuta nel 1859, nove anni dopo la visita di Gladstone, lo ritenne in buone condizioni fisiche
(James Howard Harris, III conte di Malmesbury)
Secondo alcuni storici la linea assunta dal re Ferdinando II verso i condannati per reati politici non sarebbe stata delle più dure. Tra il 1851 ed il 1854, riporta Angela Pellicciari, i tribunali meridionali comminarono 42 condanne a morte per delitti politici, ma, non ne fu eseguita alcuna, poiché furono tutte commutate da Ferdinando II (19 in ergastoli, 11 in trenta anni di reclusione e 12 in pene minori), viceversa Lord James Howard Harris, nella stessa pagina delle sue memorie in cui parla di Poerio, osserva che a Napoli i prigionieri politici venivano tenuti in carcere per anni, senza condanna, prima di subire un processo.
La polemica tra il regno delle due Sicilie e Galverston non si attenuo' nel tempo, quando nel 1856 re Ferdinando II cercò un accordo col governo argentino per creare lungo il rio della Plata «una colonia di sudditi napoletani, già condannati o in attesa di giudizio per delitti politici, che in quelle terre sarebbero stati confinati in commutazione della pena da espiare nella madrepatria» per risolvere la questione dei detenuti politici nelle carceri borboniche, Galverston arrivò ad affermare alla Camera dei comuni che: "l'invio dei detenuti in Argentina non poteva costituire un passo soddisfacente per riallacciare le normali relazioni diplomatiche con Napoli, perché le carceri napoletane, una volta svuotate, sarebbero state immediatamente riempite con nuove vittime della tirannia dei Borbone".
Una parte della stampa italiana, seguendo l'eco delle dichiarazioni di Gladstone, che continuò a propagarsi negli anni, si scagliò contro il sistema carcerario borbonico. Il 19 marzo 1857, il "Corriere Mercantile" di Genova, quindi l'Italia del Popolo nell'aprile dello stesso anno pubblicarono articoli in cui si sosteneva che nelle carceri meridionali era adoperata la cuffia del silenzio, che sarebbe stata inventata da Baione, ispettore di polizia di Palermo, ed utilizzata soprattutto nei riguardi di due prigionieri politici Lo Re e De Medici,, il console generale delle Due Sicilie a Genova rispose al Corriere Mercantile dichiarando falso che a Napoli sia stato istituito lo strumento di tortura qualificato cuffia del silenzio. Nel 1863, ancora, Pietro Corelli sostenne che, dopo l'arresto di Francesco Riso, in seguito alla rivolta della Gancia, la polizia di Palermo, avrebbe minacciato di adoperare la cuffia del silenzio su costui, se egli non avesse rivelato i nomi degli altri rivoltosi. Si trattava, in sostanza, di uno strumento di tortura composto da una serie di fasce metalliche, da assicurare intorno alla testa del detenuto, e recante una lingua di ferro ricurva che entrava nella bocca fino al palato per impedire a questi di parlare. A queste affermazioni, risalenti al periodo risorgimentale, la storica revisionista Pellicciari, ribatte affermando che tale dispositivo di costrizione, sarebbe stato ampiamente adoperato dal sistema carcerario britannico, e sarebbe stato sconosciuto a Napoli e mai impiegato nei penitenziari delle Due Sicilie. Secondo il Dizionario biografico degli italiani la cuffia del silenzio venne usata dal capo della polizia siciliana Salvatore Maniscalco durante l'azione repressiva susseguente al moto di Mezzojuso (1856) capitanato da Francesco Bentivegna e la caccia alla banda armata di Salvatore Spinuzza

#### La questione degli aiuti inglesi ai Mille

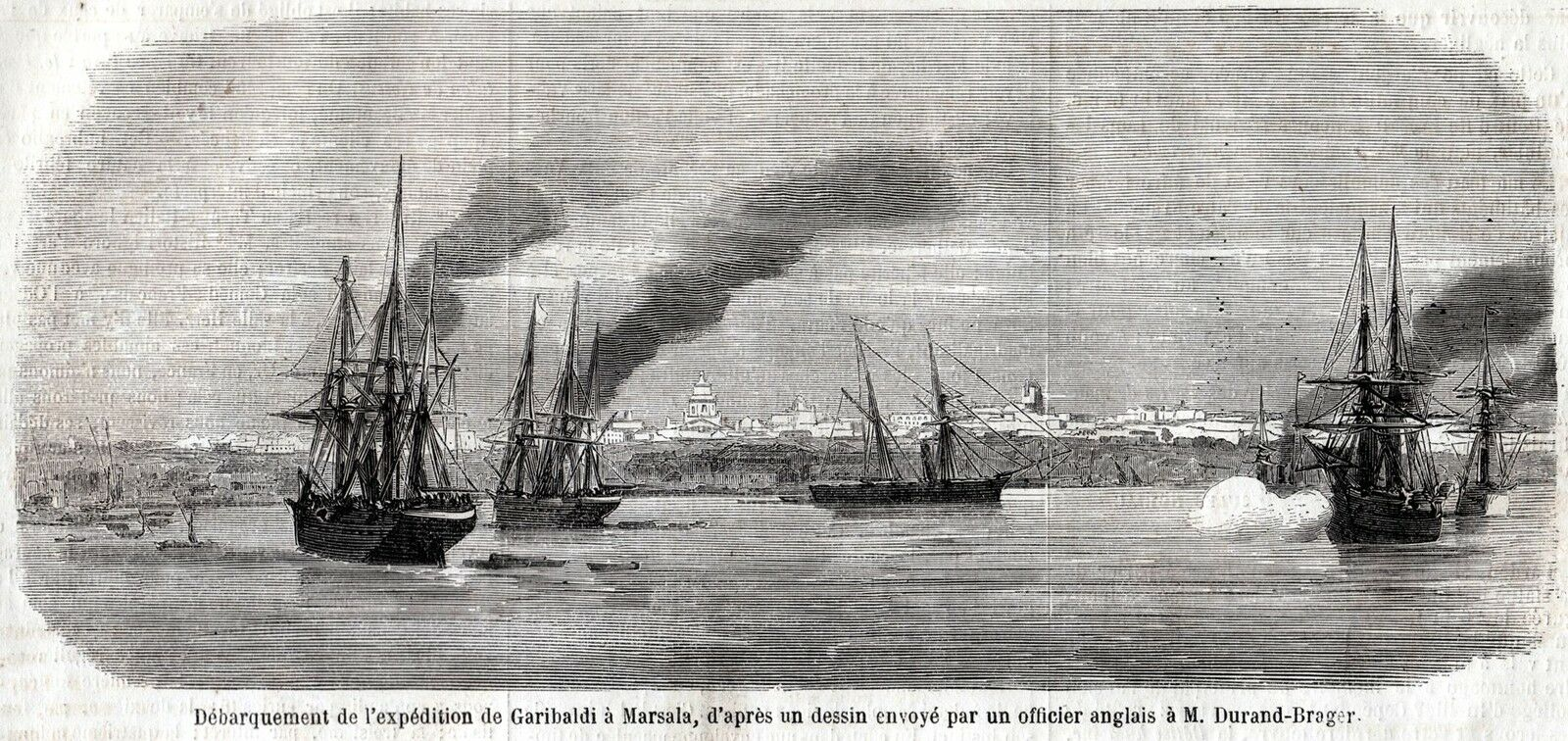
Lo sbarco dei Mille a Marsala da un disegno di un ufficiale osservatore, a bordo di una nave inglese.

Secondo più fonti revisioniste, il governo inglese avrebbe rivestito un ruolo importante nella spedizione dei Mille, finanziando la campagna militare di Garibaldi con 3 milioni di franchi francesi, forniti anche con il contributo della massoneria statunitense e canadese. Prima che i Mille giungessero in Sicilia, il contrammiraglio George Rodney Mundy, vicecomandante della Mediterranean Fleet della Royal Navy, aveva ricevuto ordine, dal suo governo, di assumere il comando del grosso delle unità navali della sua flotta e di incrociare nel Tirreno e nel canale di Sicilia, effettuando frequenti scali nei porti siciliani, oltre che a scopo intimidatorio, come riporta Alberto Santoni, e di raccolta di informazioni, anche al fine di attenuare la capacità di reazione borbonica, come sostiene Roberto Martucci.
Al momento dello sbarco a Marsala, erano presenti due navi da guerra britanniche nei pressi della costa. I due vascelli inglesi Argus e Intrepid, giunsero circa tre ore prima della comparsa delle navi Piemonte (a bordo della quale si trovava Garibaldi) e Lombardo. È tuttora controverso il motivo della presenza delle imbarcazioni inglesi a Marsala, diversi storici revisionisti e fonti sia coeve che moderne danno per certo che essa fosse diretta ad appoggiare lo sbarco dei garibaldini. Secondo D. M. Smith, le navi borboniche arrivarono a distanza di tiro quando i garibaldini erano tutti sbarcati.
Dopo lo sbarco, vi fu a tal proposito un dibattito nel parlamento della Gran Bretagna, durante il quale il deputato Sir Osborne accusò le imbarcazioni britanniche di aver favorito l'approdo di Garibaldi a Marsala. Nella seduta parlamentare del 21 maggio 1860, Osborne chiese se corrispondesse a verità quanto era stato riportato da alcuni giornali sulla vicenda. Lord Russell sostenne che l'invio di navi britanniche presso Marsala era stato ordinato dall'ammiraglio Fanshawe, in seguito alle richieste di protezione avanzate dai numerosi sudditi inglesi, aventi case e interessi commerciali a Marsala (come i magazzini vinicoli di Woodhouse e Ingham), preoccupati dalla voce di una possibile insurrezione siciliana e del progetto della spedizione di Garibaldi. Lord Russell, basandosi anche sul dispaccio telegrafico spedito dall'ufficiale in capo dell'Intrepid ricevuto dall'ammiragliato, così ricostruì la vicenda: mentre era in corso lo sbarco dei garibaldini una fregata ed un vapore della marina militare napoletana si avvicinarono a Marsala, ma si astennero dallo sparare sulle navi garibaldine e sugli uomini durante lo sbarco, per quanto l'ufficiale dell'Intrepid affermasse che avessero l'opportunità di far fuoco su entrambi gli obiettivi. Successivamente allo sbarco il comandante del vapore napoletano chiese a Marryatt, comandante dell'Intrepid di prendere possesso dei due vascelli, l'ufficiale inglese rifiutò non avendo ricevuto istruzioni contrarie all'ordine di condotta del governo inglese di mantenersi neutrale. Lord Russell aggiunse che sembrerebbe che il comandante napoletano avesse chiesto il richiamo a bordo dei vascelli inglesi degli ufficiali eventualmente a terra, richiesta prontamente accetta ed eseguita con l'innalzamento dell'apposito segnale sul pennone, dopo l'imbarco degli ufficiali iniziò il bombardamento da parte delle due navi borboniche; questa richiesta, secondo Lord Russell potrebbe essere interpretabile come un atto di cortesia internazionale da parte dell'ufficiale borbonico ma rimarcò non implicasse che le due navi inglesi si opponessero al suo fuoco. Il rappresentante inglese concluse la sua risposta affermando che non risultava che l'ufficiale inglese abbia ecceduto nello svolgere suo dovere, e trovandosi colà per proteggere gli interessi britannici nulla fece di più.

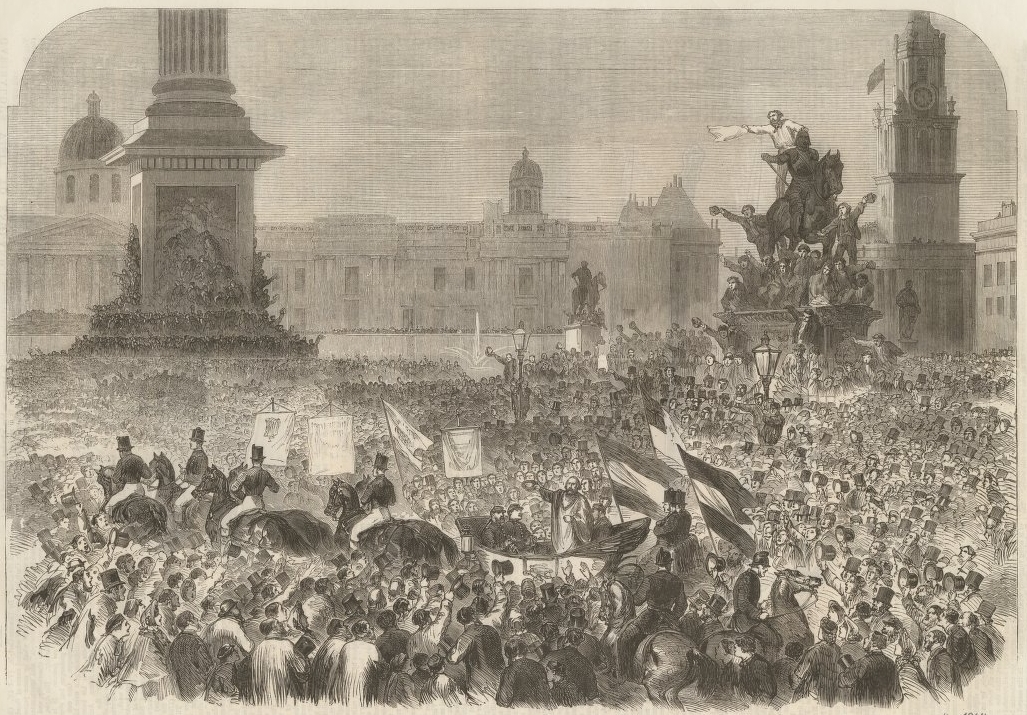
Xilografia dell'Illustrated London News raffigurante una folla festante durante il passaggio di Garibaldi nel corso del suo soggiorno londinese del 1864.

Lo stesso Garibaldi, durante il suo viaggio in Inghilterra compito nel 1864, il 16 aprile durante un pubblico discorso al Crystal Palace Londra, ove era invitato dal Comitato Italiano, ringraziò ampiamente l'Inghilterra per l'aiuto ricevuto: «... L'Inghilterra ci ha aiutato nei buoni e cattivi giorni. Il popolo inglese ci prestò assistenza nella guerra dell'Italia meridionale, ed anche ora gli ospizi di Napoli sono in gran parte mantenuti dalle largizioni mandate da qui. ... Se non fosse stato per l'Inghilterra gemeremmo tuttavia sotto il giogo dei Borboni di Napoli. Se non fosse stato pel governo inglese, non avrei mai potuto passare lo stretto di Messina. Concittadini il nostro arrivo a Napoli sarebbe stato impedito, se fosse stato possibile, dagli stessi despoti che oggi si sforzano di schiacciare la povera e piccola Danimarca. ... » e, dopo altre frasi inneggianti all'Inghilterra concludeva il discorso promettendo che sarebbe stato pronto contraccambiare l'aiuto ad accorrere per assistere l'Inghilterra, se questa fosse stata attaccata e invasa da un nemico.
Alcuni storici sostengono, che non vi siano prove dirette di un'azione inglese volta a rovesciare il governo borbonico. A tal proposito, la storica Lucy Riall, autrice di un saggio sulla demitizzazione di Garibaldi scrive: «Tuttavia, pur tenendo presenti i vantaggi derivanti dall'aiuto britannico, non vi è alcuna prova che il governo della Gran Bretagna avesse cospirato con Garibaldi per rovesciare la monarchia borbonica». Si osserva inoltre che gli inglesi non ostacolarono l'organizzazione e il funzionamento di una struttura borbonica nell'isola di Malta, a quel tempo possedimento inglese, che, a partire dalla caduta del Regno delle Due Sicilie, organizzava e spediva aiuti e volontari sul continente, tra cui la spedizione di Borjes salpato da Malta con 21 uomini armati, per alimentare la rivolta antiunitaria, questo nonostante le rimostranze italiane espresse sia sull'isola che a Londra, arrivando ad arrestare due ufficiali della Marina italiana per un alterco con redattori di un giornale maltese filoborbonico.
L'inventore statunitense Samuel Colt, affiliato alla loggia massonica "St John's" del Connecticut, offrì all'esercito garibaldino 100 armi da fuoco che comprendevano rivoltelle e carabine, approfittando di poter pubblicizzare i suoi prodotti. Dopo la conquista della Sicilia, Garibaldi sembrò soddisfatto delle armi fornite ed acquistò da Colt 23.500 moschetti al costo di circa 160.000 dollari. Garibaldi inviò poi una lettera di ringraziamento all'inventore americano e Vittorio Emanuele II gli donò una medaglia d'oro.

### L'invasione del Regno delle Due Sicilie

#### L'ipotesi di tradimento degli ufficiali borbonici
Gli autori appartenenti ad alcuni filoni revisionisti sostengono che in aggiunta al supporto britannico e americano, i Mille ebbero dalla loro parte anche il rinnegamento di numerosi ufficiali delle Due Sicilie, reso possibile soprattutto dalle sovvenzioni finanziarie dell'Inghilterra. I franchi, che sarebbero stati forniti dai britannici furono convertiti in piastre turche (la moneta usata a quel tempo nel commercio internazionale) e sarebbero stati sfruttati in gran parte per garantire ai traditori il reclutamento nell'esercito del nuovo Stato, conservando il grado, le qualifiche, i comandi e lo stipendio. La formula andò a buon fine e i garibaldini avrebbero avuto dalla loro parte circa 2300 ufficiali.
Un esempio sarebbe quello di Tommaso Clary, comandante del forte di Milazzo, che, secondo Giuseppe Buttà, "fu vile o traditore".
Un altro ufficiale accusato di tradimento fu Guglielmo Acton, nipote di John e cugino di secondo grado di Lord Acton. Con il grado di capitano di fregata, Acton era comandante della corvetta Stromboli, una delle navi della flotta borbonica che, nella mattinata dell'11 maggio 1860, avevano l'incarico di dare la caccia ai due vapori piemontesi che i servizi borbonici avevano indicato trovarsi nel tratto di mare compreso tra Trapani e Sciacca e che non contrastarono, se non con forte ritardo, lo sbarco dei Mille a Marsala. L'Acton fu sottoposto ad inchiesta per il suo comportamento durante lo sbarco; il giudizio della commissione della marina napoletana sulla sua condotta fu che essa era stata «irreprensibile»; comunque fu sospeso per due mesi finché venne assegnato al Monarca in armamento presso il cantiere navale di Castellammare di Stabia. Dopo l'Unità, Guglielmo Acton fu nominato ammiraglio del Regno d'Italia divenendone, in seguito, anche senatore e Ministro della Marina del Governo Lanza (14 dicembre 1869 - 10 luglio 1873) dal 15 gennaio 1870 al 5 agosto 1872.
La battaglia di Calatafimi, dipinta sovente dalla storiografia come un'eroica impresa garibaldina, secondo Buttà sarebbe stata solamente una farsa. Il generale borbonico Francesco Landi fu colpevole, sempre secondo Buttà, di una vergognosa condotta dopo il fatto d'armi di Calatafimi che «... segnò la caduta della Dinastia delle Due Sicilie».
Secondo questi revisionisti sarebbe stato in condizione di netta superiorità numerica del suo esercito e nonostante ciò ritirò le proprie truppe dal campo di battaglia, permettendo ai Mille di poter avanzare senza troppi disagi a Palermo. Accusato di tradimento, fu destituito e confinato ad Ischia per ordine di Francesco II. Landi morì il 2 febbraio 1861, secondo Di Fiore di crepacuore per essere stato ingannato dai garibaldini, i quali gli avrebbero promesso una somma di 14.000 ducati depositata al Banco di Napoli ma, in realtà, ne avrebbe trovati solo 14.. Raffaele de Cesare smentì la sua morte per crepacuore, riportando che morì dopo alcuni giorni di malattia, ed aggiunse che uno dei suoi figli, per difenderne la memoria, scrisse a Garibaldi invocando la sua testimonianze, Garibaldi rispose smentendo l'accusa di corruzione con una lettera che fu poi pubblicata in un giornale di Napoli.
Secondo la Pellicciari una somministrazione di denaro da parte del conte Carlo Pellion di Persano, fatta il 31 agosto 1860, a Salvatore Pes, marchese di Villamarina a Giuseppe Devincenzi Eugenio Fasciotti e al comitato d'ordine cavouriano (che si opponeva al comitato d'azione mazziniano) riportata nelle pagine del diario del conte Carlo Pellion di Persano, sarebbe una prova della pratica della corruzione. In questo passaggio del diario, riportante una lettera scritta a Cavour, sembrerebbe che Persano potesse disporre di grosse cifre da adoperare per foraggiare i sostenitori della causa unitaria: Ho dovuto Eccellenza somministrare altro denaro. Ventimila ducati al Devincenzi, duemila al console Fasciotti, giusta invito del marchese di Villamarina, e quattromila al comitato. Sebbene tutto questo sia fatto secondo le formole, che ho stabilite, perché non un soldo passi per le mie mani, pure questa faccenda di denaro m'intisichisce. Secondo la Pellicciari l'ammiraglio e futuro ministro della Marina, fu tra i mandatari di Cavour che ebbero il compito, dopo la conquista garibaldina della Sicilia, di assicurarsi i servigi, non solo degli ufficiali borbonici, ma anche di esponenti della nobiltà e della classe politica meridionale rispetto all'entrata in campo della monarchia sabauda. Il 6 agosto 1860, nel suo diario, scritto mentre era nella rada di Napoli a bordo della Maria Adelaide, dopo aver incontrato personalità del regno quali Leopoldo, conte di Siracusa e zio di re Francesco II, Liborio Romano, ed appresa la notizia delle dimissioni del generale Nunziante così sintetizza nella parte conclusiva di una missiva scritta al primo ministro piemontese: Termino col dargli la buona notizia che possiamo oramai far conto sulla maggior parte dell'ufficialità della regia marina napoletana. Sempre riguardo alla corruzione di militari la Pellicciari sostiene che fu tentata inutilmente anche verso i generali dell'esercito pontificio, con esiti negativi rispetto a quanto accadde con quelli borbonici, e afferma che sarebbe interessante comprendere le ragioni di tale differente comportamento.

#### Commistioni con la camorra

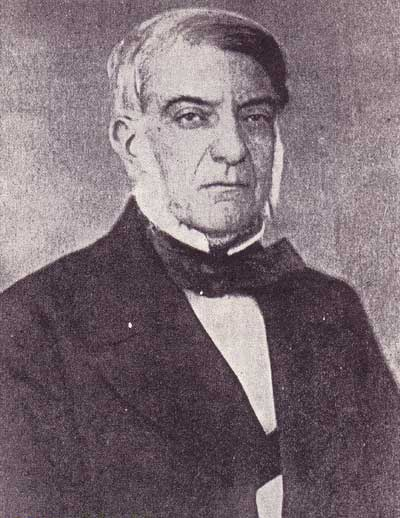
Liborio Romano

Una parte della critica revisionista neoborbonica pone l'accento anche sulle modalità con cui agli artefici del Risorgimento si sarebbero serviti della criminalità organizzata per aiutare la spedizione dei Mille.
La trattazione verte sulle azioni di Liborio Romano, un ex carbonaro che, quando ancora ricopriva la carica di Ministro di polizia sotto Francesco II, avrebbe iniziato a trattare segretamente con Cavour e Garibaldi e poi strinse accordi con la Camorra, finalizzati ad agevolare l'avvento del nuovo assetto istituzionale.
Nel raccontare il tardo XVIII secolo, Gigi Di Fiore riporta che, all'epoca, la camorra era attiva nella gestione del gioco d'azzardo e nello sfruttamento della prostituzione. L'autore poi riporta un passaggio dei giornalisti Ferdinando Russo e Ernesto Serao in cui costoro descrivono lo sviluppo storico delle commistioni che sarebbero esistite fra camorra e stato: "Sotto i Borboni la camorra era un'organizzazione tollerata in piena luce e richiesta di servigi non infrequenti. Ai tempi del cardinale Ruffo era lo stato maggiore delle orde reazionarie. Ai tempi del Del Carretto, capo della polizia, era l'alleato politico e poliziesco del governo. Là dove la sagacia dei commissarii e il braccio rude dei feroci non riusciva a colpire, riusciva al camorra". Fino al 1848, riporta Marc Monnier, la camorra sarebbe stata utilizzata come una sorta di "polizia scismatica", in seguito a un'insana alleanza con la polizia: la camorra avrebbe provveduto alla repressione dei piccoli reati come "sorveglianza delle prigioni, dei mercati, delle bische, delle case di tolleranza e di tutti i luoghi malfamati della città", mentre la polizia cittadina avrebbe tollerato le attività dei camorristi.
Non univoca è la ricostruzione della posizione assunta dalla camorra nei rapporti tra governo borbonico e opposizione liberale, dopo il 1849. Secondo Marcella Marmo, i camorristi avrebbero mantenuto una posizione di equidistanza fra potere regio e liberali napoletani, ben sintetizzata da una loro canzoncina, citata anche da Salvatore Lupo: "nuje nun simm' cravunar' [carbonari],/nuje nun simm' rialist',/ma facimm' 'e camorrist',/famm' 'n c... a chill'e a chist'".
Secondo la ricostruzione revisionista ., Ferdinando II avviò una campagna di repressione contro la camorra, allo scopo di spezzare quell'alleanza istituzioni-criminalità, che si era generata. La risposta dei camorristi fu di tipo politico e si sarebbe concretizzata in una nuova alleanza, questa volta con i liberali. Ponendosi al "servizio del movimento liberale", la camorra favoriva la causa unitaria, tanto che, il 2 novembre 1859, Francesco II avrebbe riferito all'ambasciatore austriaco a Napoli degli elevati timori che i capi della camorra potessero organizzare un'insurrezione e degli sforzi del governo meridionale per scongiurare tale ipotesi. Nel giugno del 1860, il Foreign Office britannico, veniva informato da Henry George Elliot, plenipotenziario inglese a Napoli, che bande armate di camorristi erano schierate e pronte per affrontare "la mobilitazione della plebe ancora fedele alla dinastia borbonica".

Il camorrista Salvatore De Crescenzo (Tore 'e Criscienzo)

Con l'approssimarsi di Garibaldi a Napoli e lo spostamento di re Francesco II ed esercito a Gaeta, Liborio Romano, Prefetto di polizia e nominato dal re ministro dell'interno nel corso della spedizione dei Mille, passato alla fazione filounitaria, provvide ad inquadrare i malavitosi nella guardia cittadina, facendo in modo che i camorristi, che erano stati liberati il 25 giugno 1860 a seguito dell'amnistia concessa da Francesco II, diventassero i "veri padroni" della città. Romano, assegnò alla camorra il compito di "corpo speciale di potere": i delinquenti furono nominati poliziotti, "con tanto di coccarda", e, in quanto polizia ufficiale, venivano stipendiati dallo Stato. Napoli fu consegnata nelle mani della camorra. Dunque, al fine di mantenere l'ordine all'arrivo di Garibaldi in città Romano provvide a far scarcerare i camorristi detenuti per ottenere un maggior appoggio: tra essi vi era il temuto Salvatore De Crescenzo, detto Tore 'e Criscienzo. Gli accordi tra costui, che era il capo riconosciuto della camorra, e Liborio Romano furono presi quando il De Crescenzo era ancora detenuto: egli, infatti, sotto il governo borbonico, aveva trascorso 8 degli ultimi 10 anni in galera. Secondo Salvatore Lupo, Liborio arruolò chiunque potesse servire a mantenere l'ordine pubblico durante il turbolento periodo di transizione di potere, onde evitare il rischio di stragi e saccheggi ad opera degli elementi legittimisti similmente a quanto avvenuto nel 1799 e 1848: Liborio, infatti, scrisse nelle sue memorie che i camorristi attendevano il momento per approfittare di "qualsivoglia perturbazione avvenisse", di conseguenza per salvare, a suo giudizio, la città da questi pericoli trovò l'unico espediente di "prevenire la triste opera dei camorristi offrendo ai loro capi un mezzo per nobilitarli: e così pervenni toglierli ai partiti del disordine, o almeno a paralizzarne le tristi tendenze". Aldo Servidio, però, nota un paradosso in questa interpretazione dell'operato del Romano, sottolineando che era stato lo stesso Ministro di polizia a far rimettere in libertà il "grande e qualificatissimo numero di camorristi" dal cui operato criminale egli voleva proteggere la città: in sostanza, per impedire di commettere crimini ai camorristi che Romano aveva rimesso in libertà, sempre Romano affidava a costoro il potere di polizia. Una volta ottenuto il potere, la camorra avviò una serie di assalti ai commissariati di polizia: nascondendosi dietro gli intenti rivoluzionari, i malavitosi esercitarono vendette personali contro i funzionari della polizia borbonica che li avevano combattuti in passato. Così, il camorrista Felice Mele, uccise a pugnalate l'ispettore Perrelli; dopo l'omicidio, il Mele fu nominato ispettore, in sostituzione del funzionario che egli stesso aveva assassinato.
Il 7 settembre 1860, afferma Di Fiore, Garibaldi entrò nella città partenopea disarmato e senza scorta, "solo grazie all'intervento della camorra": capeggiati dalla "sanguinaria" Marianna De Crescenzo, sorella del camorrista Michele ‘0 Chiazziere e detta la Sangiovannara, i camorristi assunsero il controllo delle zone strategiche di Napoli, reprimendo l'attività dei filoborbonici. Come ricompensa, Garibaldi concesse la grazia a Tore 'e Criscienzo e confermò Romano ministro dell'Interno. A sua volta Romano ricambiò la Camorra e inserì diversi membri dell'organizzazione nelle istituzioni, tra cui il capo camorrista Salvatore De Crescenzo, affidando loro incarichi di polizia e facendo loro amministrare l'erogazione in tre anni di 75.000 ducati al popolo, secondo un decreto di Garibaldi emanato nell'ottobre 1860.
(Henry George Elliot, plenipotenziario inglese a Napoli)

Tuttavia Garibaldi, nelle sue memorie "I Mille", sostenne che i camorristi aborrivano i garibaldini, venendo questi ultimi rappresentati dal clero locale come eretici, e scrisse che: 
(Giuseppe Garibaldi)
 accennando, inoltre, a trattative di ufficiali borbonici con camorristi affinché spargessero notizie di vittorie borboniche e indicando la camorra come responsabile della fine del patriota Gambardella, mortalmente pugnalato poco dopo l'ingresso di Garibaldi a Napoli. Secondo Gigi Di Fiore, fu nel periodo di transizione della dittatura di Garibaldi verso l'avvento della monarchia sabauda che la camorra a Napoli riuscì ad ottenere maggior potere: 
(Gigi Di Fiore)
 L'attività della camorra prosperava attraverso il contrabbando, controllato da De Crescenzo e da Pasquale Merolle. I camorristi, dicendo "è roba d'o zi' Peppe", intendendo appunto Giuseppe Garibaldi, facevano in modo che le merci fossero sbarcate senza che venisse pagato il dazio alla dogana ed intascando essi stessi le somme che avrebbero dovuto essere pagate allo Stato. Con un decreto del 26 ottobre 1860, a firma del pro-dittatore Giorgio Pallavicino, fu stabilita l'erogazione di una pensione di 12 ducati al mese a Marianna la Sangiovannara,, e ad altre cinque donne, con la seguente motivazione:
(Decreto di governo, Napoli, 26 ottobre 1860")
Secondo Di Fiore, le beneficiarie del provvedimento sarebbero state tutte donne di camorra ricompensate con l'attribuzione di prebende, giustificata dai meriti patriottici. La circostanza è riportata puntualmente anche da Giacinto de' Sivo il quale la riporta come contemporanea alla chiusura provvisoria del Collegio del Salvatore:

Nel 1862, Salvatore De Crescenzo fu arrestato, e al momento di essere preso in custodia dal delegato di polizia Nicola Jossa, incredulo di quanto stesse avvenendo, disse: 
(Tore 'e Crescienzo)
 Il camorrista fu imprigionato a castel Capuano, quindi nell'isola di Ponza e mandato al confino per 5 anni. Fra il 1863 e il 1864, in applicazione della legge Pica, furono tratti in arresto circa mille camorristi.

#### Violazione del diritto internazionale
Durante l'assedio di Gaeta, Francesco II, l'8 dicembre 1860 fece un proclama ai suoi sudditi, il cui contenuto secondo Giordano Bruno Guerri, costituisce la "sintesi della futura propaganda borbonica contro il Regno d'Italia", tra le varie affermazioni dove tra l'altro Francesco II disse: "Io credetti in buona fede che il re di Piemonte, che si diceva mio fratello e mio amico, ... non avrebbe rotto tutti i trattati e violate tutte le leggi, per invadere i miei Stati in piena pace, senza motivo, né dichiarazione di guerra".
Alcuni filoni revisionisti riprendendo il tema della modalità di intervento militare piemontese sostengono che l'unificazione, con particolare riferimento all'annessione del Regno delle Due Sicilie al Regno di Sardegna, sia avvenuta in violazione del diritto internazionale. A tal proposito, essi affermano che l'entrata dell'esercito sabaudo nei territori delle Due Sicilie fu un atto illegale di aggressione, in quanto non preceduta da una formale dichiarazione di guerra. Di Fiore osserva inoltre che un comportamento simile a quello tenuto nelle Due Sicilie si verificò anche in occasione dell'apertura delle ostilità contro il Ducato di Modena e lo Stato della Chiesa, nessuno dei quali beneficiò di una dichiarazione di guerra.

#### I plebisciti
Le annessioni territoriali al Regno di Sardegna (e al successivo Regno d'Italia), vennero ratificate mediante i cosiddetti plebisciti d'annessione.
Il concetto di plebiscito, come consultazione elettorale per ratificare il trasferimento di territori tra stati, si era affermato con la rivoluzione francese e l'originarsi del principio di autodeterminazione dei popoli, ed era stato del tutto ignorato sia durante la fase di riassetto geografico politico europeo operato in modo assolutistico dal Congresso di Vienna e sia nei successivi cambiamenti avvenuti in alcuni stati pre-unitari italiani, come l'unificazione del Regno di Sicilia nel Regno di Napoli a formare un unico Regno delle Due Sicilie con unica capitale a Napoli e le modifiche delle sovranità, e parziale dei confini, dei ducati di Lucca Parma e Piacenza e Massa e Carrara alla morte dei sovrani loro assegnati dalla restaurazione. Questo tipo di consultazione, non rimase infrequente ove era presente l'eredità culturale della rivoluzione francese: basti pensare ai plebisciti svoltisi nel 1852 e nel 1870 che ratificarono per due volte la monarchia di Napoleone III di Francia.
Lo Stato sabaudo utilizzò le consultazioni plebiscitarie per dimostrare la diffusa volontà degli Italiani di riunirsi in un unico Stato e secondo i revisionisti, che negano questa volontà unitaria degli italiani, per legittimare, la ritenuta politica espansionistica attuata dal Piemonte. Giuseppe La Farina, in alcune epistole indirizzate all'abate Filippo Bartolomeo, sottolineò come, per evitare la disapprovazione delle potenze europee, fosse indispensabile, per Vittorio Emanuele II, ottenere un qualche riconoscimento popolare per giustificare le annessioni territoriali e per impedire che si parlasse di "conquista". Il re sabaudo era consapevole di non poter estendere la propria sovranità a popoli che non avessero invocato il suo intervento; era consapevole che solo il consenso popolare avrebbe dato pretesto alla diplomazia di affermare che gli italiani approvavano il nuovo Stato unitario.
Roberto Mancini e Marco Pignotti osservando l'adesione al plebiscito avvenuto nel marzo 1860 nell'Italia centrale commentano che essa sia stata la dimostrazione più emblematica di come una parte significativa dei «nuovi» cittadini si sentisse depositaria di una delega finora mai ricevuta: quella di eleggere il nuovo sovrano dello stato unitario
Successivamente allo svolgimento dei plebisciti d'annessione svoltisi nell'ottobre 1860 nell'Italia meridionale, non mancò qualche voce critica sul senso di tale suffragio, come quella dell'ex Presidente del Consiglio dei Ministri del Regno di Sardegna, il torinese Massimo D'Azeglio:
(Massimo D'Azeglio)
Una critica simile fu mossa dal liberale britannico Lord Russell, in un dispaccio inviato a Torino il 31 gennaio 1861:
(Lord Russell)
Sullo stesso tema si era espresso, il 30 aprile 1860, il quotidiano inglese The Times commentando il plebiscito avvenuto nell'aprile 1860 per il distacco della Savoia dal regno di Sardegna e la sua annessione alla Francia:
Critiche alle modalità di svolgimento dei plebisciti sono state oggetto di trattazione da parte di accademici come Denis Mack Smith e Martin Clark, che ha citato il predetto brano del Times, e di alcuni altri autori revisionisti come Angela Pellicciari, secondo la quale le consultazioni si sarebbero svolte senza tutela della segretezza del voto e, talvolta, perfino, in un clima di intimidazione, dato che, i plebisciti avevano il mero scopo di dare una parvenza di legittimazione popolare a una decisione già presa. La Pelicciari, addirittura, definisce i plebisciti come una truffa colossale considerandoli una consultazione truccata.
In particolare, Pellicciari cita aneddoti riguardanti le consultazioni plebiscitarie per l'annessione del Ducato di Modena e del Granducato di Toscana. Filippo Curletti, stretto collaboratore di Cavour e capo della polizia politica sabauda, affermò, nel suo memoriale, che ai plebisciti modenesi, partecipò un modesto numero di aventi diritto e, alla chiusura delle urne, furono distrutte le schede degli astenuti. Dato l'elevato numero di assenti, inoltre, una pratica diffusa fu quella di "completare la votazione" con l'introduzione nelle urne di schede dove la preferenza era stata espressa dai sabaudi al fine di compensare le assenze. Tale pratica fu messa in atto in modo così grossolano che, in alcuni collegi, al momento dello spoglio, il numero dei votanti risultava maggiore di quello degli aventi diritto. In Toscana, secondo quanto riportato da La Civiltà Cattolica, rivista che osteggio' tutto il percorso risorgimentale italiano, le consultazioni furono precedute da un'incalzante campagna stampa dove si definiva nemico della patria e reo di morte chiunque non avesse votato per l'annessione. Alle tipografie toscane, poi, fu commissionata la stampa di un gran quantitativo di bollettini pro annessione, mentre fu scoraggiata la stampa di bollettini contrari all'unificazione. Sempre la rivista gesuita affermò che si sarebbe abusato dell'ingenuità delle popolazioni delle aree rurali spingendole a recarsi alle urne poiché, in caso contrario, sarebbero incorse in sanzioni.
Altri autori, come Roberto Martucci, corroborano le loro critiche ai plebisciti sottolineando, oltre l'esiguo numero degli astenuti, anche il numero irrisorio dei "no" all'annessione: tali dati consentono al Martucci di definire il voto politicamente ininfluente. Al riguardo, l'autore si sofferma ad analizzare le modalità di voto ed i risultati plebiscitari delle province siciliane, citando i casi di Palermo (36.000 favorevoli e 20 contrari), dove furono autorizzati a votare anche i cittadini sprovvisti di certificato, poiché "smarrito"; Messina (24.000 contro 8); Alcamo (3.000 contro 14); Girgenti (2.500 contro 70); Siracusa, dove si votò senza che fossero state redatte le liste elettorali; e Caltanissetta, dove il governatore proibì qualsiasi propaganda in senso autonomista. Tomasi di Lampedusa, nelle pagine de Il Gattopardo, affrontò le problematiche connesse ai plebisciti siciliani.
A Venosa, comune in provincia di Potenza, riporta Antonio Vaccaro, su 1.448 preferenze, solamente una risultò contraria all'unificazione.
Altri autori riportano infine come il plebiscito che determinò l'annessione delle Due Sicilie al Regno d'Italia fu accompagnato da eventi di particolare gravità ed illegalità. Le operazioni di voto avvennero nel centralissimo Largo di Palazzo a Napoli (l'attuale Piazza del Plebiscito). Le urne, su cui vi era chiaramente indicato il "sì" o il "no", erano palesi e venivano sorvegliate a vista da numerosi camorristi, che Liborio Romano aveva arruolato come poliziotti, esautorando gli agenti fedeli ai Borbone.

### Il brigantaggio postunitario

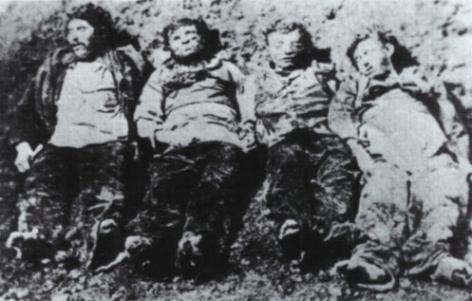
Briganti lucani della banda Volonnino, fucilati dall'esercito sabaudo.

La reinterpretazione del brigantaggio postunitario come rivolta legittima, nonché l'eccessiva repressione messa in atto dallo Stato unitario. Il brigantaggio viene rivalutato da parte di un filone revisionista come un movimento di resistenza, alcuni ritengono persino in analogia a quello che avrebbe coinvolto, in seguito, i partigiani italiani contro le truppe tedesche durante la seconda guerra mondiale. Il deputato Giuseppe Ferrari, durante un dibattito parlamentare, disse:
(Giuseppe Ferrari)
La repressione del brigantaggio, ottenuta con successo (e con molta difficoltà) in circa dieci anni dal governo unitario, viene aspramente criticata dai revisionisti a causa della violenza con cui il Regio Esercito italiano (soprattutto dopo la promulgazione della legge Pica, dal cognome del deputato meridionale che la propose e che rimase in vigore dall'agosto 1863 al 31 dicembre 1865). I revisionisti come Angelo del Boca, andando oltre il testo della legge Pica, che definiva il reato di brigantaggio e poneva gli arrestati per questo reato sotto il giudizio dei tribunali militari sospendendo le garanzie dello statuto albertino, affermano che questa legge applicasse sommarie condanne a morte senza processo o con sbrigative sentenze emesse sul campo dai tribunali militari, il più delle volte giustiziando anche coloro che venivano solamente sospettati di connivenze o adesioni alle bande brigantesche. Secondo S. Lupo, questa legge era illiberale e modellata sulla tradizione borbonica, tuttavia ebbe l'effetto di bloccare le fucilazioni sommarie dei briganti, catturati armi alla mano, ordinate senza processo dai comandanti militari, finendo per essere "uno strumento «straordinario» per garantire un exit legale da uno stato di guerra in cui non era garantito alcun principio di legalità. La necessità di far cessare il sistema delle fucilazioni sommarie senza processo e la necessità di spostare la "cognizione dei reati di brigantaggio... ad una giurisdizione che non sia quella dei tribunali ordinari" ma tribunali in cui l'azione penale abbia la sua efficacia "dal rapido succedere del castigo al delitto" venne delineata nella relazione della commissione Massari nel marzo 1863.
La violenza degli scontri è testimoniata dal numero di briganti uccisi, secondo Iaquinta furono non meno di 14.000 i briganti o presunti tali fucilati, uccisi in combattimento o arrestati nel periodo di applicazione della legge. Cifra sulla quale tuttavia gli storici non concordano, fornendo sia cifre in difetto che in eccesso.

Molti briganti furono uccisi dal 1864 al 1867, anche dalle forze armate pontificie nel sud del Lazio, dove i briganti ex borbonici sconfinavano, sempre più pressati dal Regio Esercito Italiano e dalla Guardia nazionale italiana, milizia meridionale antibriganti.

Nella lotta alle bande di briganti ex borbonici, che sconfinavano nel Lazio per le loro razzie, lo Stato della Chiesa creò e impiegò anche uno speciale corpo, detto "Squadriglieri", la lotta fu dura e anche le perdite tra le forze pontificie non furono poche, ma il brigantaggio di origine ex borbonica fu eliminato.

#### Le deportazioni

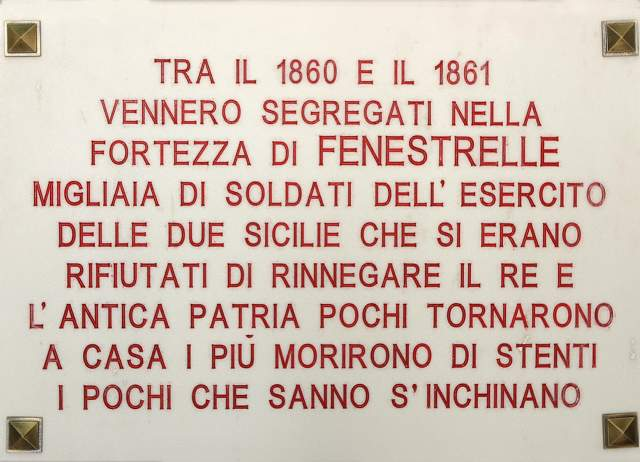
Lapide in ricordo dei soldati borbonici all'interno del forte di Fenestrelle

Secondo alcune tesi revisioniste, i militari borbonici che rifiutarono di prestare giuramento al nuovo sovrano Vittorio Emanuele II, vennero reclusi in presidi militari del settentrione italiano, quali Alessandria, San Maurizio Canavese e Fenestrelle, considerati da taluni revisionisti veri e propri campi di concentramento. I soldati fedeli al loro vecchio sovrano furono visti con scarsa considerazione e disprezzo, tanto che il generale La Marmora li definì "un branco di carogne". Lo stesso Cavour, in una lettera indirizzata a Vittorio Emanuele II, scrisse: «I vecchi soldati borbonici appesterebbero l'esercito».
Non esistono ancora stime ufficiali sul numero dei detenuti e delle vittime. Nel forte di San Maurizio Canavese il numero degli imprigionati sarebbe ammontato a 3000 al settembre 1861, quando gli allora ministri Bettino Ricasoli e Pietro Bastogi vi fecero visita. Nel forte di Fenestrelle i prigionieri furono, secondo alcuni storici, circa 14.000.
Spesso pubblicazioni a carattere revisionista sostengono che i morti sarebbero stati migliaia a causa delle scarse condizioni igienico-sanitarie ed ambientali, fattori questi peraltro piuttosto comuni all'epoca. Per evitare epidemie ed essendovi difficoltà nel seppellire i cadaveri, i corpi dei reclusi venivano disciolti nella calce viva. Anche alcuni briganti vennero relegati al forte, un esempio fu la calabrese Maria Oliverio. Nel 2008 venne posta all'interno della fortezza una lapide commemorativa in ricordo ai deportati borbonici.
Nella medesima prigione furono rinchiusi anche alcuni garibaldini fatti prigionieri sull'Aspromonte nel 1862, mentre tentavano una spedizione verso lo Stato Pontificio.
È accertato che successivamente, il gabinetto Rattazzi del neonato Regno d'Italia decise di relegare al di fuori dei confini nazionali i detenuti di Fenestrelle, Pinerolo, Sestriere, San Maurizio Canavese. A tal fine, intraprese trattative con il bey di Tunisi e con il Portogallo, al fine di individuare un'area coloniale in Africa o in Asia da usare come colonia penale. Fallite queste trattative, nel 1867 fu contattato il governo britannico al fine di chiedere la concessione di un'area in Eritrea. Nel 1868, fu contattata l'Argentina, al fine di ottenere in concessione le lande disabitate della Patagonia. Nel 1869, infine, una spedizione comandata dal capitano di vascello Carlo Alberto Racchia intavolò trattative con il Sultanato del Brunei al fine di ottenere la Baia di Gaya. Tali trattative furono bloccate da Inghilterra ed Olanda, le quali non vedevano di buon occhio lo stabilirsi in loco di un avamposto che avrebbe potuto successivamente essere usato com punto commerciale italiano.

#### Gli eccidi
Nei territori dell'ormai decaduto Regno delle Due Sicilie, ed in particolare durante la fase acuta del cosiddetto brigantaggio (1861-1862), si verificarono numerosi episodi di violenza ai danni delle popolazioni civili. In particolare, i revisionisti affermano che le truppe piemontesi si resero responsabili di diversi eccidi, tra cui i più noti furono quelli di Casalduni e Pontelandolfo, due paesi del Beneventano.
Il 14 agosto 1861, il generale Enrico Cialdini ordinò una feroce rappresaglia contro i due comuni, dove i briganti di Cosimo Giordano avevano ucciso 45 soldati sabaudi che vi erano appena giunti. Cialdini inviò un battaglione di cinquecento bersaglieri a Pontelandolfo, capeggiato dal colonnello Pier Eleonoro Negri, mentre a Casalduni mandò un distaccamento separato, al comando del maggiore Melegari. I due piccoli centri vennero quasi rasi al suolo dai militari, lasciando circa 3.000 persone senza dimora. Diverse fonti riferiscono inoltre che la distruzione dei due paesi fu accompagnata da atti di saccheggio e stupri. Sul numero esatto delle vittime non vi è tuttora consenso, dato che le cifre vanno da un centinaio a più di un migliaio di morti. Altre città ove i militari furono responsabili di uccisioni per rappresaglia furono Montefalcione, Campolattaro e Auletta (Campania); Rignano Garganico (Puglia); Campochiaro e Guardiaregia (Molise); Ruvo del Monte, Barile e Lavello (Basilicata); Cotronei (Calabria).

Una forte revisione al ribasso del numero degli uccisi, ridotti a 13 morti, viene sostenuta dal ricercatore Davide Fernando Panella sulla base della lettura dei registri parrocchiali della chiesa della Santissima Annunziata ove sarebbero annotati dal canonico Pietro Biondi e dal canonico Michelangelo Caterini (firmatario degli atti di morte) i nomi dei morti, le modalità della loro morte e il luogo del seppellimento: 12 persone (undici uomini e due donne) sarebbero morte durante il giorno stesso della strage (dieci direttamente uccisi e due nel rogo delle case) e una tredicesima morì il giorno seguente.
Nel periodo di cui sopra, diversi comandanti militari si distinsero per i loro duri provvedimenti contro il brigantaggio, tra cui Alfonso La Marmora, Pietro Fumel, Raffaele Cadorna, Enrico Morozzo Della Rocca e Ferdinando Pinelli. Tali atti suscitarono numerose polemiche, anche da parte della classe liberale. Giovanni Nicotera deputato dell'opposizione di sinistra, intervenne in Parlamento dichiarando:
(Giovanni Nicotera)
Lo stesso Nino Bixio (uno dei comandanti della spedizione dei Mille e protagonista del discusso episodio della strage di Bronte) denunciò questi metodi in un discorso alla camera il 28 aprile 1863:
(Nino Bixio)
Napoleone III, riferendosi a un'azione militare con uccisione di briganti, disse "les Bourbons n'ont jamais fait autant" (i Borbone non hanno mai fatto tanto), mentre lord Alexander Baillie-Cochrane (lo stesso deputato conservatore inglese che nel marzo 1850 aveva visitato le carceri napoletane e Ferdinando II), riferendosi ad un editto antibrigantaggio di Pietro Fumel, dichiarò "a more infamous proclamation had never disgraced the worst days of the Reign of Terror in France" (un proclama più infame non aveva mai disonorato i giorni peggiori del regno del terrore in Francia). I metodi violenti delle truppe del Regio Esercito Italiano furono infine applicati anche per la repressione dei moti di protesta operaia per la chiusura progressiva di impianti industriali, ad esempio dello stabilimento siderurgico di Pietrarsa (attualmente sede del Museo Nazionale Ferroviario), dove il 6 agosto 1863, per reprimere le proteste degli operai, intervennero Guardia Nazionale, Bersaglieri e Carabinieri, lasciando sul terreno tra quattro e sette morti e una ventina di feriti. Al comando delle truppe c'era il Questore Nicola Amore, successivamente divenuto sindaco di Napoli, che nella sua relazione al Prefetto parla di fatali e irresistibili circostanze. Il mantenimento dell'ordine pubblico tramite interventi repressivi dell'esercito, senza scrupolo nell'uso delle armi contro le proteste popolari, continuò fino alla fine del secolo esteso a tutto il territorio nazionale, culminando nelle sanguinose repressioni dei moti popolari del 1898.
Occorre precisare che negli altri territori del centro Italia e del nord-est, occupati dal Regno di Sardegna, non si verificarono rivolte, né vi furono eccidi in conseguenza dei fatti relativi all'annessione al Regno di Sardegna.

### Le conseguenze dell'unità italiana

#### La "piemontesizzazione"
Con il termine piemontesizzazione, utilizzato già nel 1861 in chiave critica nel neonato Parlamento del Regno d'Italia, si indica l'estensione ai territori del nuovo Regno d'Italia dell'organizzazione politica ed amministrativa dello Stato sabaudo, dello Statuto Albertino nonché, in buona parte, delle sue leggi. Secondo le tesi revisioniste tale estensione normativa non avrebbe tenuto in considerazione le differenze tra i diversi stati pre-unitari. Nell'ambito delle stesse critiche si fa notare come le principali cariche burocratiche e militari siano state quasi esclusivamente riservate ad appartenenti della classe politica del Regno sabaudo. La critica revisionista sottolinea negativamente anche alcuni aspetti formali quali la numerazione della prima legislatura del Regno d'Italia fu l'VIII, come da numerazione dello Stato piemontese e il fatto che il primo re d'Italia conservò la sua precedente successione dinastica di secondo, come se fosse ancora sovrano di Sardegna, per quanto il mantenimento della numerazione fosse conforme alla tradizione della dinastia sabauda, come accadde ad esempio con Vittorio Amedeo II che continuò a chiamarsi così anche dopo aver ottenuto il titolo regio (prima di Sicilia e poi di Sardegna), similmente a Ivan IV di Moscovia, che non cambiò numerale una volta proclamatosi Zar di tutte le Russie o ai monarchi britannici, che mantennero il numerale del Regno d'Inghilterra (Guglielmo IV o Edoardo VII), riconoscendo così di fatto la continuità istituzionale del regno. Diversamente invece aveva fatto Ferdinando IV di Napoli e III di Sicilia che decise di intitolarsi Ferdinando I dopo la cancellazione del Regno di Sicilia e del Regno di Napoli come entità statuali autonome e l'istituzione del Regno delle Due Sicilie.. Il mantenimento del numerale secondo alcuni storici, sottolineerebbe il carattere di estensione del dominio della Casa Savoia sul resto dell'Italia, piuttosto che la nascita ex novo del Regno d'Italia. A tale riguardo lo storico Antonio Desideri commenta:
L'estensione dello statuto albertino aveva esteso la rappresentanza elettorale in un parlamento nazionale eletto, il diritto e la pratica di elezioni politiche di voto negli stati preunitari italiani che ne erano sprovvisti. In previsioni delle elezioni politiche del 1861 Cavour, in una lettera del dicembre 1860, raccomandò al ministro di grazia e giustizia Giovanni Battista Cassinis di avere una rappresentanza napoletana ridotta:
(Camillo Benso di Cavour)
Il 20 novembre 1861, in un'interpellanza al Parlamento Italiano, così si esprimeva il deputato di Casoria, Francesco Proto Carafa, duca di Maddaloni:
(Francesco Proto Carafa, Duca di Maddaloni)

#### La questione meridionale

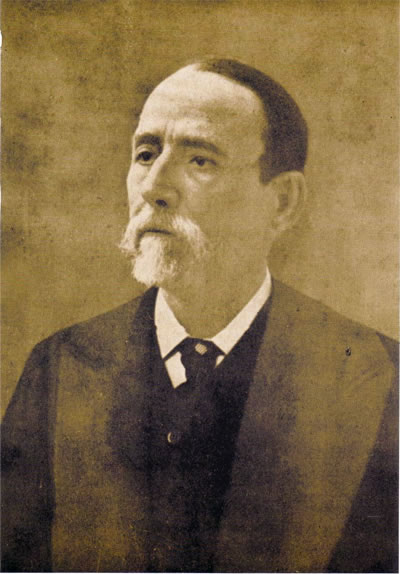
Giustino Fortunato

Nonostante la storiografia più diffusa sostenga che il Mezzogiorno possedesse già un problema di ritardato sviluppo prima dell'Unità, i revisionisti sostengono che il degrado economico del Sud abbia avuto inizio dopo il Risorgimento a causa delle politiche del governo unitario poco attente alle necessità meridionali.
Secondo gli elaborati di Francesco Saverio Nitti, l'origine della questione meridionale ebbe inizio quando il capitale appartenuto alle Due Sicilie, oltre a contribuire maggiormente alla formazione dell'erario nazionale, fu destinato in prevalenza al risanamento delle finanze settentrionali, nella fattispecie in Lombardia, Piemonte e Liguria. Nitti inoltre enunciò, attraverso la sua ricerca statistica, che i fondi di sviluppo furono stanziati maggiormente nelle zone settentrionali, fu istituito un regime doganale che trasformò il Sud in un mercato coloniale dell'industria del Nord Italia e la pressione tributaria del meridione risultò maggiore rispetto al settentrione. L'economia del Mezzogiorno, infatti, fu sfavorita da un sistema doganale di stampo protezionistico, il quale favoriva soprattutto le industrie del nord Italia, permettendo ad esse di non soccombere di fronte alla concorrenza straniera.
Giustino Fortunato, convinto sostenitore dello Stato unitario, era, afferma Gaetano Salvemini, «[...] assai pessimista sulla capacità dei meridionali a sollevarsi con le loro forze dal baratro cui erano stati messi dalla natura nemica e dalle sventure della loro storia [...] e aspettava dal Nord la salvezza». Nonostante ciò, non mancò di evidenziare come l'Unità d'Italia fosse stata la rovina economica del Mezzogiorno e non risparmiò critiche alla politica economica e finanziaria dello Stato italiano e della grande industria del Settentrione nel Meridione. Fu lo stesso Fortunato che, a seguito dell'indebitamento del Banco di Napoli di un milione di lire in tre anni, coniò il termine di "carnevale bancario" per indicare il trasferimento di capitali del sud destinati alle industrie e agli istituti di credito del nord.
Il revisionista Nicola Zitara mosse denunce nei confronti degli industriali Carlo Bombrini, Pietro Bastogi e Giuseppe Balduino, indicandoli tra i maggiori responsabili del crollo economico del meridione dopo l'unità.
Nel 1954, l'economista piemontese Luigi Einaudi, nella sua opera Il buongoverno disse:
(Luigi Einaudi)
La teoria dello sviluppo del Nord a danno del Sud, in particolare il fatto che, il cosiddetto triangolo industriale “Torino-Milano-Genova” si sarebbe sviluppato economicamente sottraendo risorse al Meridione, non spiega come le province del Nord-Est e dell'Italia Centrale, pur senza ricevere aiuti, si siano sviluppate economicamente nel tempo in maniera prossima e, in diversi casi, anche superiore ad alcune aree industriali del suddetto triangolo industriale “Torino-Milano-Genova” come risulta dai seguenti dati Unioncamere e ISTAT.

La storiografia classica sostiene la tesi che considera il divario Nord-Sud preesistente all'Unità e provocato principalmente dalla diversa storia dei due territori, già a partire dalla caduta dell'impero romano, differenza che sarebbe aumentata a partire dal 1.300.

L'esistenza del divario economico-produttivo nord-sud, anteriormente al 1860, è attestata anche da altri autori: Carlo Afan de Rivera, importante funzionario dell'amministrazione borbonica, con le sue "Considerazioni su i mezzi da restituire il valore proprio ai doni che la natura ha largamente conceduto al Regno delle Due Sicilie", descrive la situazione dell'agricoltura nel Sud preunitario e il grande ritardo economico di partenza con cui il Mezzogiorno d'Italia si trovava nel momento dell'unificazione, Luciano Cafagna, storico dell'economia, illustra alcune delle ragioni che portano a ritenere infondata la tesi di uno sviluppo economico dell'Italia settentrionale a spese dell'Italia meridionale., l'opera di Emanuele Felice, dimostra l'inesistenza di uno sviluppo economico dell'Italia settentrionale a spese dell'Italia meridionale, evidenziando invece i veri motivi del divario.

#### La mancata riforma agraria nel sud Italia
Alcuni revisionisti sostengono che la mancata suddivisione delle grandi proprietà terriere in Sicilia sia stata uno dei fattori all'origine della conflittualità tra Garibaldi e le masse contadine. Infatti, erano stati numerosi i contadini che, spinti dal malcontento verso lo Stato borbonico dovuto alle cattive condizioni dei lavoratori agricoli, si erano uniti ai Garibaldini. Tuttavia le loro speranze di mutazione della situazione esistente erano andate deluse. Inoltre la mancata attuazione dei decreti che Garibaldi, una volta assunta la dittatura sull'isola in nome del re Vittorio Emanuele II, emanò circa l'abolizione sia di diverse tasse su prodotti agricoli, sia dei canoni sulle terre demaniali generò ulteriore malcontento. Il primo a sollevare questo dibattito fu Antonio Gramsci. In generale, nulla venne fatto dal governo unitario per combattere il latifondo, che, anzi, crebbe in seguito alla vendita dei beni ecclesiastici ai grandi proprietari terrieri.

#### Politiche fiscali
Patrick Keyes O'Clery, nel saggio The making of Italy, sostenne che le politiche fiscali attuate dal nuovo Stato unitario si configurarono come dannose per l'economia del Meridione. Egli evidenziò che l'imposizione fiscale nel Regno delle Due Sicilie era tra le meno severe d'Europa; al contrario, la tassazione in Piemonte era molto gravosa. Dopo l'Unità, il sistema tributario sabaudo fu esteso a tutta la penisola, e ciò comportò per i cittadini delle province meridionali un improvviso incremento del prelievo fiscale (incremento giunto al 100% nel 1866), che, di fatto, era il doppio di quello attuato in epoca borbonica.
La fiscalità piemontese prevedeva tutta una serie di imposte che, invece, erano inesistenti nelle Due Sicilie preunitarie: di conseguenza, andarono a gravare anche sulle popolazioni meridionali la tassa di successione (che poteva arrivare fino al 10% del patrimonio oggetto di trasferimento ereditario), le tasse sugli atti delle società per azioni e degli istituti di credito, e la tassa sul sale (dalla quale i Borbone avevano esentato la sola Sicilia). Fu inasprita l'imposta fondiaria e furono introdotte o inasprite le tasse che colpivano gli strati più poveri della popolazione, come la tassa sul macinato (che fu più che raddoppiata ed estesa a tutte le granaglie, finanche alle castagne), i dazi di consumo (applicati sugli acquisti di bevande e generi alimentari) e la tassa sulla macellazione. L'imposta di bollo, che andava da un minimo di tre ad un massimo di 12 grani, fu innalzata all'equivalente di un minimo di 13 grani ed un massimo di 58 grani.
La politica fiscalista attuata dopo l'Unità ed in particolare durante i governi della destra storica è spiegata dalla volontà di risanare il bilancio dello Stato unitario, che ereditava il pesante debito pubblico del Piemonte sabaudo, per raggiungere, appunto, il pareggio di bilancio (risultato ottenuto nel 1876). A tale scopo, infatti, il governo italiano attuò una severa politica fiscale, basata principalmente sulla imposizione indiretta, che gravava sui consumi, colpendo, in questo modo, principalmente i ceti meno abbienti. Il gettito fiscale, quindi, venne impiegato esclusivamente per il pagamento dei debiti contratti dallo Stato e non fu destinato allo sviluppo e alla crescita economica.

#### Politiche daziarie e doganali
L'emergere dell'Italia come uno stato unitario aveva indotto a perseguire una politica estera aggressiva sullo scacchiere europeo piuttosto che a concentrarsi nel risolvere le contraddizioni interne. Le conseguenze della terza guerra di indipendenza, gli attriti per l'annessione dello Stato Pontificio e interessi contrastanti in Tunisia portarono l'Italia da allontanarsi dal tradizionale alleato francese e ad avvicinarsi a Germania ed Austria nella Triplice Alleanza.
Già tra il 1877 e il 1887 (Governi Depretis) l'Italia aveva adottato nuove leggi di matrice protezionistica sulle tariffe doganali, per proteggere la propria debole industria.
Queste leggi andavano a svantaggio delle esportazioni agricole del Sud, avvantaggiando la produzione industriale concentrata al Nord e creando le premesse per corrotte commistioni tra politica e economia.
 La scelta del protezionismo, che aveva trovato le sue basi nell'obiettivo di favorire lo sviluppo dell'industria nazionale, non solo fu deleteria per l'agricoltura meridionale, ma comportò risultati scadenti anche in campo industriale. Per compensare la mancata crescita nel settore secondario, lo Stato investì notevolmente, con commesse pubbliche, nell'industria, specie in quella armatoriale: ad esempio, nel 1884, furono create ex novo le Acciaierie di Terni, peraltro già esistenti dal 1580 come ferriere di discreta produzione ad inizio ottocento, che beneficiarono, tra le altre, delle commesse della Regia Marina.
La forte presenza governativa per l'impianto di Terni si pone in contrasto con l'assenza dello Stato verso il Polo siderurgico di Mongiana, fiorente in età borbonica, era entrato in una fase di lento declino in seguito all'Unità. L'abolizione dei dazi interni voluta dalla destra storica e l'assenza di interventi da parte del nuovo Stato unitario condannarono i siti di Mongiana e Ferdinandea alla chiusura e gli operai del polo industriale e dell'indotto all'emigrazione: al declino dell'industria meridionale faceva da contraltare la nascita della grande industria del Nord.

#### Le concessioni ferroviarie

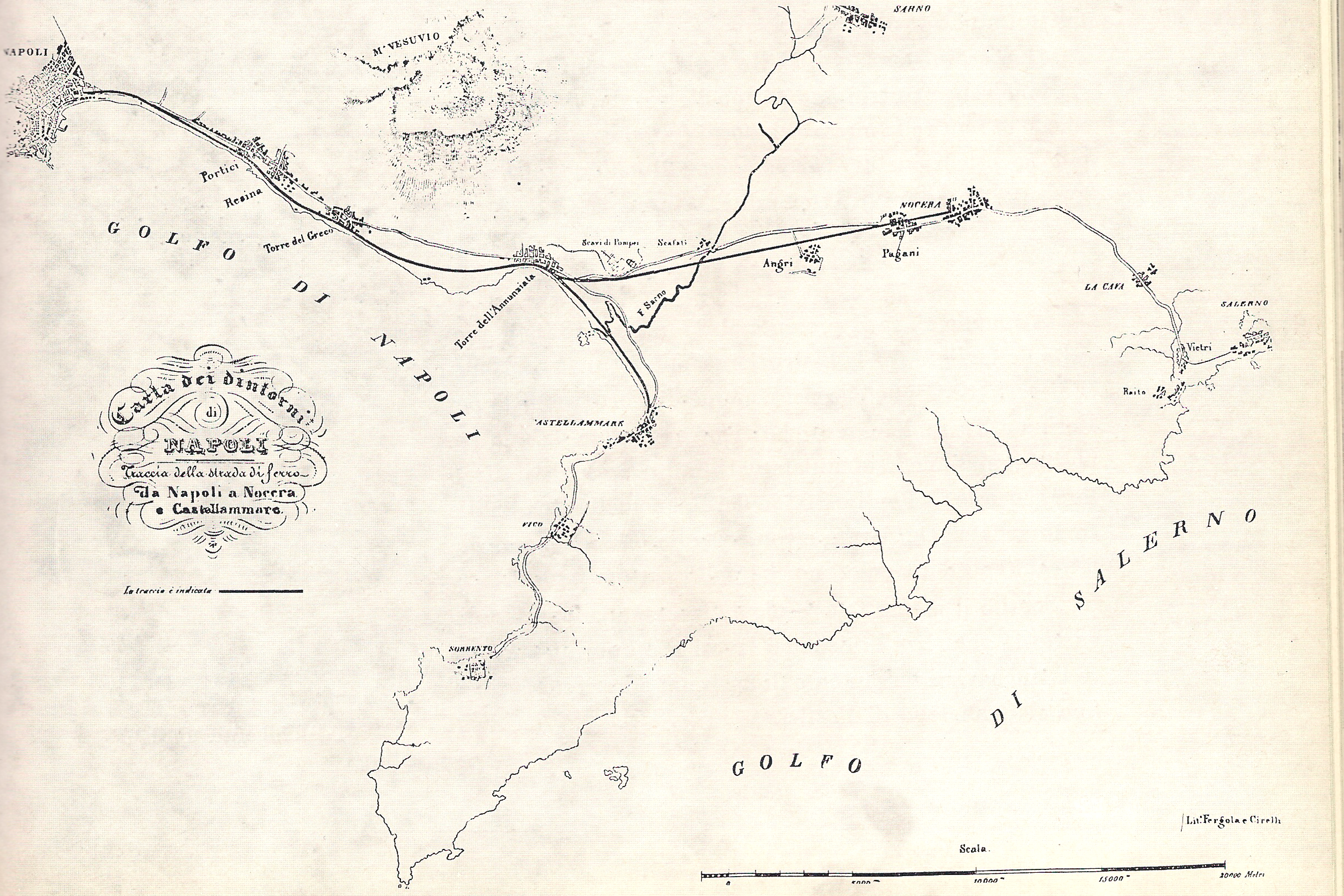
Il progetto di prolungamento della ferrovia Napoli-Castellammare fino a Nocera (linea realizzata nel 1844)

Le ferrovie napoletane, le prime in Italia con la tratta Napoli–Portici (1839), al momento dell'Unità, avevano in esercizio una rete estesa per 128 chilometri. Buona parte della storiografia più diffusa, riferendosi al primo tratto di ferrovia italiano, afferma che le ferrovie napoletane fossero un "giocattolo del Re", realizzato per consentire al sovrano di spostarsi più rapidamente da Napoli alla residenza estiva della Favorita presso Portici, altri autori, come Montanelli sottolinearono che alla vigilia dell'Unità d'Italia, di chilometri di binari: "Il Piemonte ne aveva nel frattempo costruiti 900, il Lombardo-Veneto 500, la Toscana 250...". Viceversa taluni autori revisionisti affermano che le ferrovie del Regno delle Due Sicilie, non fossero, per l'appunto, un "giocattolo del Re", ma ne sottolineano le funzioni di trasporto pubblico e commerciale. Al riguardo, alcuni autori riportano dell'immediato riscontro, in termini di numero di passeggeri, ottenuto dal nuovo mezzo di trasporto, sulla citata tratta, che si assestò su una media giornaliera di oltre un migliaio di viaggiatori, e sulle tratte realizzate negli anni successivi: a titolo di esempio il Giornale del Regno delle Due Sicilie riporta che, nel novembre 1856, i passeggeri che, nelle diverse classi di viaggio, adoperarono la linea Napoli-Capua furono 115.151.
Già nel 1843, infatti, fu inaugurato il tratto Napoli–Caserta, prolungato fino a Capua nel 1845; nel 1844 fu aperto il ramo fino a Nocera, seguito dal tratto Cancello–Nola–Sarno nel 1856, mentre parallelamente era già stata prolungata la Napoli–Portici fino a Castellammare.
A ulteriore supporto di tale fatto, va evidenziato che lo sviluppo delle ferrovie delle Due Sicilie non si era affatto arrestato, ma anzi all'atto dell'unificazione stava per conoscere un'ulteriore fase di espansione. Con il Decreto Reale del 28 aprile 1860 (Decreto contenente de' provvedimenti per la costruzione di tre grandi linee di strade ferrate ne' dominii continentali, e di altrettante nei dominii di là del Faro), infatti, Francesco II delle Due Sicilie tracciò il piano di allungamento delle ferrovie esistenti, il quale si sarebbe poggiato sia sull'affidamento dei lavori in concessione a privati, che sull'iniziativa governativa; e che avrebbe interessato sia la parte peninsulare, che quella insulare del Regno:
(Francesco II delle Due Sicilie)
Le linee ferroviarie di cui sopra avevano scopo eminentemente commerciale, come esplicitato nell'incipit del decreto. Per quanto riguardava i domini continentali, sarebbero state costruite tre linee ferroviarie, che avevano lo scopo di mettere in comunicazione il Tirreno con l'Adriatico e lo Jonio. Tutte con base di partenza Napoli, si sarebbero dirette a Brindisi e Lecce via Foggia, la prima; a Reggio Calabria attraverso la Basilicata, la seconda; e al Tronto attraverso gli Abruzzi, la terza. In Sicilia, del pari, sarebbero state costruite tre linee che, dipartendosi tutte da Palermo, si sarebbero dirette a Catania, la prima, a Messina, la seconda, e a Terranova (Gela) via Girgenti (Agrigento), la terza. Francesco II avrebbe presieduto personalmente ai progetti, attraverso una commissione composta dai più alti gradi del governo.
I lavori per le ferrovie ed il materiale rotabile erano affidate al Real Opificio di Pietrarsa ed alle fabbriche dell'indotto.

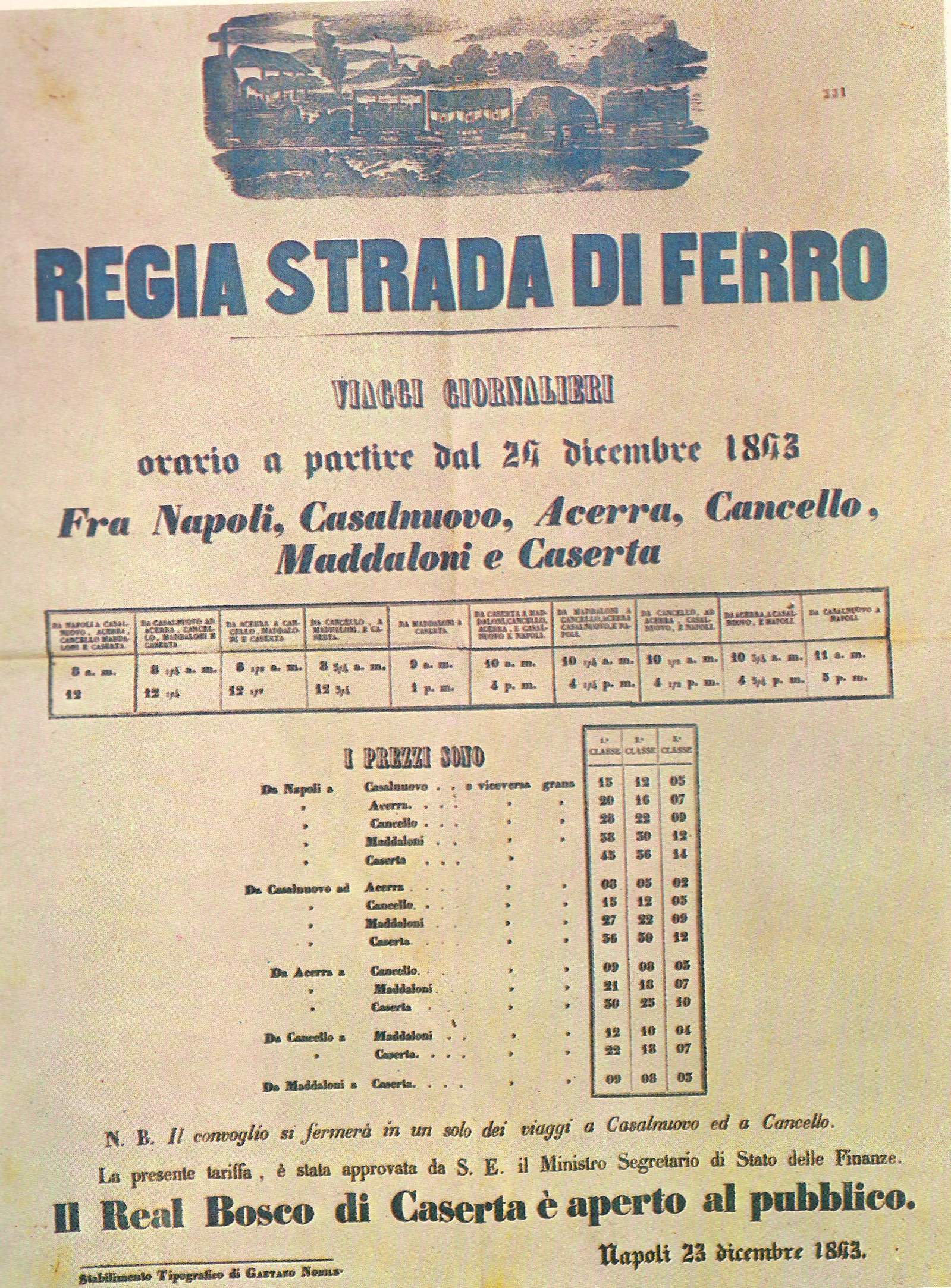
L'orario dei treni da Napoli da partire dal 24 dicembre 1843

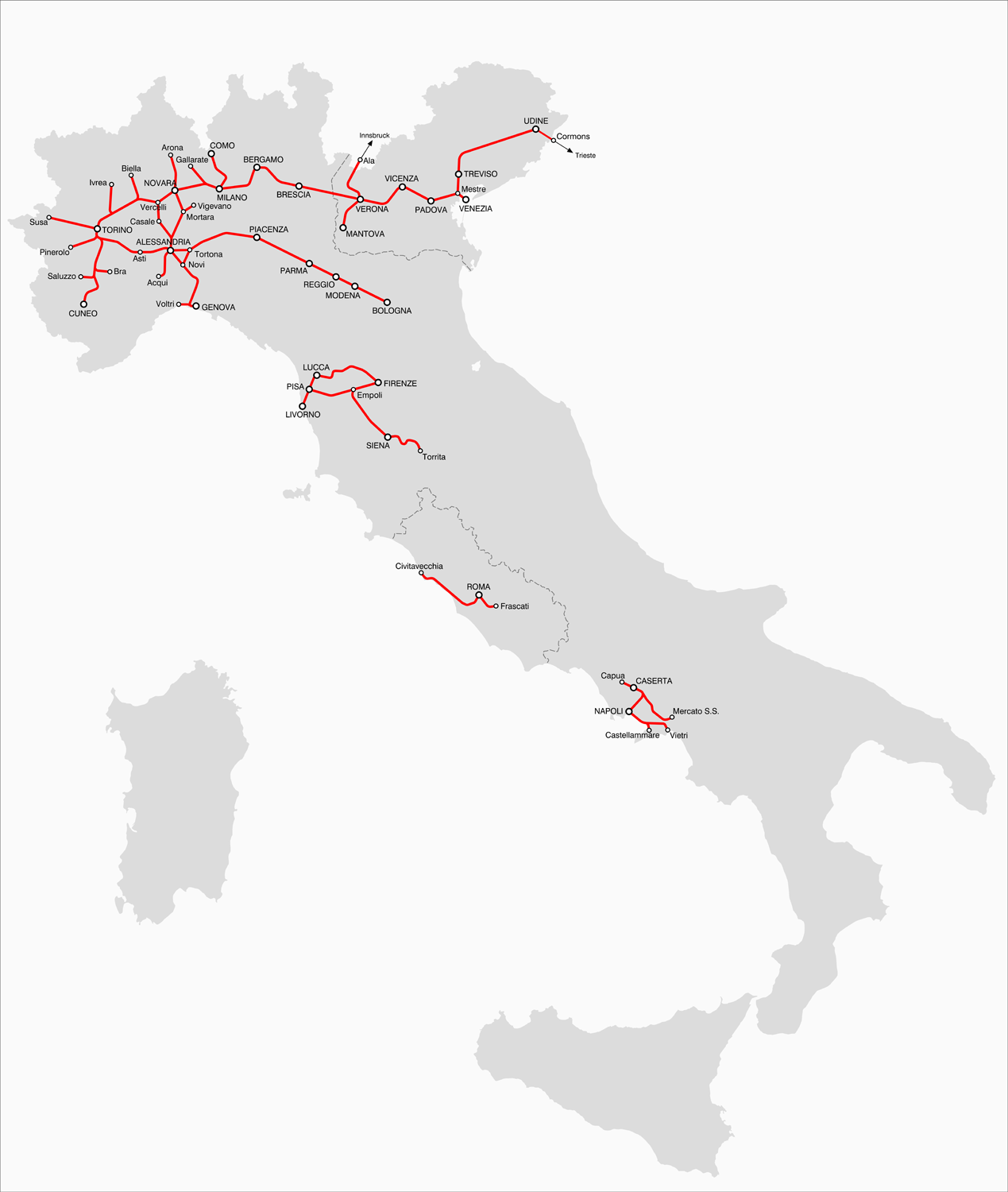
Le ferrovie italiane alla proclamazione del Regno d'Italia (17 marzo 1861)

Durante la Spedizione dei mille, con una serie di tre decreti (25 giugno, 2 e 17 agosto 1860), e riprendendo quindi quanto decretato due mesi prima da Francesco II, venne disposto dal prodittatore, in nome di Vittorio Emanuele II, la costruzione di una rete ferroviaria siciliana, che avrebbe dovuto unire Palermo e Messina, passando per Caltanissetta e Catania e la progettazione di una linea ferroviaria passante per i principali centri minerari solfiferi isolani, da Girgenti a Caltanissetta.
Prima della proclamazione dell'unità d'Italia, il governo dittatoriale di Garibaldi concesse, con un decreto emanato il 25 settembre 1860 a Caserta, alla ditta Adami e Lemmi l'esclusiva delle ferrovie per il sud Italia, con l'obbligo di estendere le esistenti linee alla Basilicata, Puglia e Calabria, di effettuare i collegamenti con le esistenti ferrovie papaline, procedere nella costruzione delle tratte ferroviarie siciliane, di costruire le grandi officine di riparazione e costruzione delle macchine e vagoni, di dotare le linee di collegamenti telegrafici e di adattare tutto l'impianto rotabile agli standard delle ferrovie dell'alta Italia dopo aver scelto se sia preferibile il sistema adottato "nell'antico regno Lombardo Veneto" o nel Piemonte. Col decreto alla ditta Adami e Lemmi era richiesto di depositare a titolo di cauzione l'equivalente di 500.000 lire e venne stabilito un sistema di pagamento lavori di tipo bonus et malus in funzione della tempistica di avanzamento dei lavori. Veniva inoltre richiesto l'impiego esclusivo di manodopera locale e di persone provenienti dall'esercito meridionale.
Il governo piemontese, però, non convalidò questa concessione, che fu affidata alla Società Vittorio Emanuele. La successiva proposta di mediazione che riservava a capitali francesi le linee adriatiche non trovò attuazione.

#### L'emigrazione
Dopo l'unificazione della penisola, oltre ad un aggravamento della situazione economica del Mezzogiorno, si ebbe un vertiginoso fenomeno migratorio, quasi inesistente nel Sud prima del Risorgimento. Le statistiche sull'emigrazione mostrano un numero notevole di partenze dal Mezzogiorno verso l'estero dopo l'Unità, per l'aggravarsi della situazione contadina. L'emigrazione post-unitaria interessò anche il settentrione, in cui l'ondata migratoria fu maggiore rispetto al meridione nei primi anni di unificazione ma a partire dal '900 i flussi si intensificarono anche nel sud. Il Veneto (tra gli ultimi territori annessi), risultò la regione con il più alto tasso di espatri tra il 1876 ed il 1900. Nel 1901, l'allora presidente del consiglio Giuseppe Zanardelli, in visita in diverse città del meridione, giunse a Moliterno (Potenza) e fu accolto dal sindaco che lo salutò "a nome degli ottomila abitanti di questo comune, tremila dei quali sono in America, mentre gli altri cinquemila si preparano a seguirli".

## Il revisionismo nell'arte
Il revisionismo del Risorgimento ha trovato espressione in ambito artistico, letterario e cinematografico attraverso un certo numero di opere ed autori che ne hanno veicolato idee e concetti. Uno dei primi ad esprimere le proprie posizioni, narrando in forma poetica la storia alternativa del Risorgimento, fu Ferdinando Russo. Sempre in ambito letterario, Carlo Alianello narrò nel romanzo L'Alfiere le vicende di un giovane ufficiale dell'Esercito delle Due Sicilie a cavallo dell'unificazione italiana. Anche nel cinema vi sono numerosi esempi di narrazione alternativa dei fatti. Su tutti vanno ricordati Li chiamarono... briganti! e Bronte. Nella musica popolare, ad opera soprattutto di Edoardo Bennato, Eugenio Bennato, Eddy Napoli, vi sono numerosi esempi di revisione dei fatti risorgimentali. Negli ultimi anni, il cabarettista Paolo Caiazzo affronta nei suoi monologhi questo tema, raccontando la storia da parte dei vinti.

## Revisionismo nell'uso del termine Borboni
Recentemente il revisionismo afferma che non sia corretto utilizzare il termine “Borboni” per indicare la casa regnante dell'ex Regno di Napoli, dichiarando che il termine da utilizzare sarebbe “Borbone”, e la forma "Borboni" sarebbe un errore grammaticale.
Sergio Romano a chi, in una lettera al Corriere della Sera, gli contestò l'uso di Borboni, ha fornito la seguente spiegazione: Vi sono lingue, come il francese e l'inglese, in cui i cognomi possono prendere il plurale. In italiano, invece, conservano il singolare (gli Sforza, gli Este, i Bonaparte, gli Asburgo). Bisognerebbe dire quindi, i Borbone. Ma per questa dinastia franco-spagnola prevalse l'uso francese e i «Bourbons» divennero spesso i Borboni..
Il termine Borboni per indicare la dinastia borbonica è correntemente utilizzato nelle opere di importanti letterati, storici e meridionalisti come: Benedetto Croce
, Raffaele de Cesare
, Pasquale Villari
, Giustino Fortunato
, Francesco Saverio Nitti
, Giacinto de' Sivo
 e anche da molti altri autori importanti dell'Ottocento e novecento, come risulta dai testi di Lazzaro Papi, 
Giovanni La Cecilia,
Napoleone Colajanni
,
Carlo Afan de Rivera
, 
Giuseppe Buttà, Pietro Calà Ulloa, Michelangelo Schipa, Raffaele Cotugno,

Alexandre Dumas (padre)
,
Antonio Gramsci, Denis Mack Smith e altri autori come Ramiro Barbaro de' Marchesi di San Giorgio
, Emmanuele De Benedictis
, Giambattista De Mari
, Vincenzo Albarella D'Afflitto
, Francesco Guardione
,
Domenico Demarco, 
Antonio Saladino, 
Francesco De Angelis, 
Giacomo Bugni,
Annibale Di Niscia, 
Lodovico Bianchini, 
Raffaele Ciasca, 
Pasquale Villani, 
Harold Acton, 
Ruggero Moscati, 
Gianni Oliva, 
Pietro Colletta, 
Gaetano Salvemini, 
Leopoldo Franchetti, 
Tommaso Pedio,
Giuseppe Galasso.

Anche il ramo borbonico del Ducato di Parma e Piacenza utilizzava l'espressione “i Borboni” nei suoi atti ufficiali.
Persino lo stesso re di Napoli, Ferdinando II, in una lettera al principe di Butera, ambasciatore a Parigi, utilizza l'espressione “i Borboni” per indicare la sua stessa casa regnante:
In pratica l'espressione “i Borboni” è stata correntemente utilizzata da tutti gli autori di rilievo dal Settecento ad oggi e buona parte di tali autori era nata e vissuta durante lo stesso Regno di Napoli, mentre l’uso dell'espressione “i Borbone” sarebbe più recente, utilizzata a partire dall'ultimo decennio del Novecento da parte di alcuni autori; non è infatti possibile citare una sola frase da parte di autori anteriori contenente la frase "i Borbone", con la parziale eccezione del Nitti, che utilizza entrambi i termini "Borboni" e "Borbone".

## Critiche al revisionismo del Risorgimento
L'approccio revisionista al Risorgimento, essendo legato a una posizione largamente minoritaria in storiografia, è stato nel corso degli anni oggetto di varie critiche da parte di esponenti del mondo accademico e giornalistico.
Il revisionismo non tiene nella debita considerazione quanto affermano gli storici meridionali sulla effettiva situazione interna del Regno delle Due Sicilie e sulle condizioni di vita del popolo.
Giustino Fortunato sostenne che il Mezzogiorno fosse affetto da una povertà atavica, che sarebbe stata in gran parte determinata dalle avverse condizioni geografiche e climatiche della regione..

Tommaso Pedio, pur cogliendo alcuni segnali di rinnovamento economico nel Regno delle Due Sicilie durante la prima metà dell'Ottocento, ha spesso riportato, nei suoi saggi, le misere condizioni in cui versavano all'epoca i lavoratori del Regno delle Due Sicilie, privi, nella maggior parte dei casi, di tutele e con bassi livelli di reddito.
Denis Mack Smith ritiene che le condizioni economiche e sociali del Meridione preunitario fossero proprie di regioni arretrate e che la maggior parte degli abitanti dell'area vivesse nello squallore. Secondo lo storico inglese, le cause di tale situazione sarebbero da ricercare nei Borbone che egli ritenne sostenitori del sistema feudale: 
I poeti potevano pure scrivere del Sud come del giardino del mondo, la terra di Sibari e di Capri, ma di fatto la maggior parte dei meridionali vivevano nello squallore, perseguitati dalla siccità, dalla malaria e dai terremoti. I Borboni, che avevano governato Napoli e la Sicilia prima del 1860, erano stati tenaci sostenitori di un sistema feudale colorito superficialmente dallo sfarzo di una società cortigiana e corrotta. Avevano terrore della diffusione delle idee ed avevano cercato di mantenere i loro sudditi al di fuori delle rivoluzioni agricola e industriale dell'Europa settentrionale. Le strade erano poche o non esistevano addirittura ed era necessario il passaporto anche per viaggi entro i confini dello Stato. In quell'"annus mirabilia" che fu il 1860 queste regioni arretrate furono conquistate da Garibaldi e annesse mediante plebiscito al Nord.»
Raffaele de Cesare, nel suo libro La fine di un Regno, descrive la mancanza di interesse per le condizioni di vita del popolo e le trascurate condizioni d'igiene pubblica, particolarmente nelle provincie del Regno delle Due Sicilie, dove c'era scarsità di impianti di scarico fognario e spesso anche di acqua:
L'igiene si trascurava in modo che le condizioni della maggior parte dei comuni, ma singolarmente dei più piccoli, erano orribili addirittura. 
Non fogne, non corsi luridi, non cessi nelle case, scarso l'uso 
di acqua, dove c'era naturalmente; quasi nessun uso, dove non 
c'era. Poche le strade lastricate o acciottolate, pozzanghere e 
fanghiglia nelle altre, e in questo gran letamaio razzolavano polli, 
e grufolava il domestico maiale. Bisogna ricordare che nei paesi 
meridionali, generalmente, i contadini vivono nell'abitato, nella 
parte vecchia, ch'è quasi sempre più negletta e fomite (causa) di malattie 
infettive. Ma tutto ciò sembrava così naturale, che nessuno se ne 
maravigliava; e se, di tanto in tanto, si compiva qualche opera 
pubblica, era piuttosto un abbellimento o una superfluità. La povera gente era abbandonata a sé stessa, mentre il galantuomo, aveva le case sulla strada principale, ovvero innanzi al suo portone si faceva costruire un metro di lastricato, per suo uso personale. I municipii, come si è detto, non avevano mezzi.»
Lo storico Raffaele de Cesare continua la sua descrizione delle disagiate condizioni del popolo del Regno delle Due Sicilie illustrando anche la scarsa attenzione da parte della monarchia per le disparità sociali e le misere condizioni di vita del popolo provinciale:
Ad ulteriore dimostrazione di quanto sopra la durata di vita media era di diversi anni inferiore al sud rispetto al nord ed esisteva un'incidenza maggiore di malnutrizione e sottoalimentazione.
Anche il meridionalista lucano Giustino Fortunato attribuiva le cause dei problemi del meridione ai secoli di storia antecedenti all'unità, precisando che nel 1860 la situazione economica del Regno delle Due Sicilie non era migliore di quella degli altri stati preunitari, né le imposte sempre minori. Egli criticava il sistema doganale, definito “medievale” e l'elevatissima spesa militare borbonica, mentre il regno mancava di scuole, strade, approdi marittimi e di un sistema moderno di trasporti, di cui si riportano alcuni paragrafi significativi:
Poche le imposte, un gran demanio, tenue e solidissimo il debito pubblico, una grande quantità di moneta metallica in circolazione... È quello che ogni giorno si ripete comunemente.
Ora, né tutto è esatto né esso vale come indice di maggiore ricchezza pubblica e privata.
Poche le imposte, perché la ricchezza mobile e le successioni erano del tutto libere; ma ben gravi le tariffe doganali e la imposta sui terreni, assai più gravi che altrove.
La fondiaria, con gli addizionali, saliva tra noi a circa 35 milioni, mentre in Piemonte non dava più di 20; così anche per le dogane, che avevano cinto il Regno d'una immensa muraglia, peggio che nel medio evo, quando almeno ora Pisa e Venezia ora Genova e Firenze avevano quaggiù grazia di privilegi e di favori. Tutto ricadeva, come nel medio evo, per vie dirette sui prodotti della terra, per vie indirette su le materie prime e le più usuali di consumo delle classi lavoratrici.
Eran poche, si, le imposte, ma malamente ripartite, e tali, nell’insieme, da rappresentare una quota di lire 21 per abitante, che nel Piemonte, la cui privata ricchezza molto avanzava la nostra, era di lire 25,60. Non il terzo, dunque, ma solo un quinto il Piemonte pagava più di noi.
E, del resto, se le imposte erano quaggiù più lievi, non tanto lievi da non indurre il Settembrini, nella famosa «Protesta» del 1847, a farne uno dei principali capi di accusa contro il Governo borbonico, assai meno vi si spendeva per tutti i pubblici servizi: noi, con 7 milioni di abitanti, davamo via trentaquattro milioni di lire, il Piemonte, con 5, quarantadue.
L'esercito, e quell'esercito!, che era come il fulcro dello Stato, assorbiva presso che tutto; le città mancavano di scuole, le campagne di strade, le spiagge di approdi; e i traffici andavano ancora a schiena di giumenti, come per le plaghe dell'Oriente.
Secoli di miseria e di isolamento, non i Borboni, ultimi venuti e, come un giorno sarà chiaro allo storico imparziale, non essi — di fronte al paese — unici responsabili del poco o nessun cammino fatto dal '15 al '60, durante quei tre o quattro decenni di fortunata tregua economica non mai avveratasi per lo innanzi: lunghi e tristi secoli di storia avevano compressa ogni forza, inceppato ogni moto, spento ogni lume, perché, suonata l'avventurosa ora del Risorgimento, noi avessimo potuto essere qualche cosa dippiù di quel niente che eravamo.
De' due terribili malanni — secondo il Cavour — del Mezzogiorno, la grande povertà, e, frutto di questa, la grande corruttela, i Borboni furono la espressione, non la causa: essi trovarono, forse aggravarono, non certo crearono il problema meridionale, che ha cause ben più antiche e profonde...»

La effettiva consistenza della flotta mercantile borbonica viene descritta dallo storico meridionale Raffaele de Cesare, nel suo libro “La fine di un Regno” come segue: 
 Il napoletano Luigi Settembrini nel 1847 descrive le condizioni del Sud Italia così:
"Gli stranieri che vengono nelle nostre contrade, guardando la serena bellezza del nostro cielo e la fertilità de' campi leggendo il codice delle nostre leggi, e udendo parlar di progresso, di civiltà e di religione, crederanno che gl'italiani delle Due Sicilie, godono di una felicità invidiabile. E pure nessuno stato di Europa è in condizione peggiore della nostra, non eccettuati nemmeno i turchi, i quali almeno sono barbari, sanno che non hanno leggi, son confortati dalla religione a sottomettersi ad una cieca fatalità, e con tutto questo van migliorando ogni dì; ma nel regno delle Sicilie, nel paese, che è detto giardino d'Europa, la gente muore di vera fame, e in istato peggiore delle bestie, solo legge è il capriccio, il progresso è indietreggiare ed imbarbarire, nel nome santissimo di Cristo è oppresso un popolo di cristiani. Se ogni paesello, ogni terra, ogni città degli Abruzzi, de' Principati, delle Puglie, delle Calabrie, e della bella e sventurata Sicilia, potesse raccontare le crudeltà, gl'insulti, le tirannie che patisce nelle persone e negli averi; se io avessi tante lingue che potessi ripetere i lamenti e i dolori di tante persone, che gemono sotto il peso d'indicibili mali, dovrei scrivere molti e grossi volumi; ma quel pochissimo ch'io dirò, farà certo piangere e fremere d'ira ogni uomo, e mostrerà che i pretesi miglioramenti che fa il nostro governo, sono svergognate menzogne, sono oppressioni novelle più ingegnose."
Francesco Saverio Nitti nel suo libro Eroi e briganti (edizione 1899) p. 9 spiega come il brigantaggio fosse un fenomeno endemico nel sud preunitario:
Le critiche alla dinastia dei Borboni venivano anche dagli stessi parenti stretti del re, Leopoldo, Conte di Siracusa, figlio del re borbonico Francesco I, critica infatti l'operato del re di Napoli Ferdinando II, suo fratello, come risulta dalle sue lettere alla madre Isabella di Spagna.

Parigi, 16 febbraio 1848.»
….Il nome di Borboni, grazie alle inutili e barbare esecuzioni e grazie all'eccidio di tante centinaia di vittime sacrificate ad un principio che non è certo quello del bene dell'umanità, risveglia un'idea di orrore in tutti, siano italiani siano esteri. (omissis)…»
Antonio Gramsci evidenzia le diverse condizioni socio-economiche presenti nella penisola italiana nel 1860. (“La questione meridionale - Il Mezzogiorno e la guerra 1, p. 5)
L'invasione longobarda aveva spezzato definitivamente l'unità creata da Roma, e nel Settentrione i Comuni avevano dato un impulso speciale alla storia, mentre nel Mezzogiorno il regno degli Svevi, degli Angiò, di Spagna e dei Borboni ne avevano dato un altro. 
Da una parte la tradizione di una certa autonomia aveva creato una borghesia audace e piena di iniziative, ed esisteva una organizzazione economica simile a quella degli altri Stati d'Europa, propizia allo svolgersi ulteriore del capitalismo e dell'industria.

Nell'altra le paterne amministrazioni di Spagna e dei Borboni nulla avevano creato: la borghesia non esisteva, l'agricoltura era primitiva e non bastava neppure a soddisfare il mercato locale; non strade, non porti, non utilizzazione delle poche acque che la regione, per la sua speciale conformazione geologica, possedeva.

L'unificazione pose in intimo contatto le due parti della penisola.»
Studi, focalizzati a valutare la situazione esistente nel 1861 rispetto alle infrastrutture esistenti all'epoca e produttività industriale riportano differenze fra il nord e il sud.
Lo sviluppo della rete stradale del Centro-Nord è stimata approssimativamente di 75.500 km rispetto ai 14.700 km valutati per il Meridione ed isole, rapportando il chilometraggio all'estensione dell territorio vi erano di 626 km di strade per 1.000 km². nel Centro Nord rispetto a 108 km nel Meridione, con valori minimi di 81,1 km nel Lazio e 41 km in Sardegna.
La rete ferroviaria era globalmente inferiore paragonata ai principali paesi europei: Inghilterra, Francia e Germania, con uno sviluppo totale stimato di 2.520 km di linee rotabili, di queste 869 km si trovavano in Piemonte, 756 km erano attivi nel Lombardo Veneto, 361 km in Toscana, nel Regno delle Due Sicilie, che aveva inaugurato la prima linea ferroviaria italiana, esercizio ferroviario era limitato nei dintorni di Napoli con 184 km, varie regioni italiane, ossia Calabria, Abruzzo e Molise, Puglie, Basilicata e le due isole maggiori, Sicilia e Sardegna, ne erano sprovviste.
Il confronto della produzione siderurgica con l'Inghilterra indica nel 1861 un divario produttivo superiore al 99% sia per il nord che per il sud del paese, tuttavia gli studi evidenziano che su una produzione annuale di 18.500 tonnellate di ferro, 17.000 fossero prodotte nel nord e solo 1.500 nel sud.
Il divario economico tra il settentrione ed il meridione era già evidente nel 1860, considerando il dato statistico riferito alle società in accomandita italiane al momento dell'Unità, in base ai dati relativi alle società commerciali e industriali tratti dall'Annuario statistico italiano del 1864.

Le società in accomandita erano 377, di cui 325 nel centro-nord, escludendo dal computo quelle esistenti nel Lazio, nel Veneto, del Trentino, nel Friuli e nella Venezia Giulia. Comunque, il capitale sociale di queste società vedeva un totale di un miliardo e 353 milioni, di cui un miliardo e 127 milioni nelle società del centro-nord (sempre prescindendo da Lazio, Veneto, Trentino, Friuli, Venezia Giulia) e soltanto 225 milioni nel Mezzogiorno.

Per fare un paragone, il totale della riserva finanziaria dello stato borbonico era pari a 443,200 milioni di lire; praticamente un terzo del capitale delle società in accomandita del centro-nord escludendo diversi territori non ancora annessi.

Le sole società in accomandita del Regno di Sardegna avevano un capitale totale che era quasi doppio di quello dello stato borbonico: 755,776 milioni contro 443,200 milioni di liquidi.

Aggiungendo a quanto sopra anche il valore delle infrastrutture, rete stradale, ferroviaria e fluviale, ampiamente sviluppate al nord, il divario si mostrava evidente anche nel 1860.
La preesistenza del divario economico-produttivo nord-sud, anteriormente all'unità d'Italia, è citata anche da altri autori: Carlo Afan de Rivera, reale funzionario dell'amministrazione borbonica, con le sue "Considerazioni su i mezzi da restituire il valore proprio ai doni che la natura ha largamente conceduto al Regno delle Due Sicilie", descrive la situazione dell'agricoltura nel Sud preunitario e il grande ritardo economico di partenza con cui il Mezzogiorno d'Italia si trovava nel momento dell'unificazione.

Luciano Cafagna, storico dell'economia, espone alcune delle ragioni che portano a ritenere infondata la tesi di uno sviluppo economico dell'Italia settentrionale a spese dell'Italia meridionale.

Emanuele Felice nella sua opera Perché il Sud è rimasto indietro, illustra le ragioni del divario nord-sud indicandone le cause nelle problematiche interne al meridione.
Il gruppo di studiosi presieduto da Galli della Loggia che ha curato il sito istituzionale per il 150° dell'unità, riporta la tesi che considera il divario Nord-Sud preesistente all'Unità e provocato principalmente dalla diversa storia dei due territori, già a partire dalla caduta dell'impero romano, differenza che sarebbe aumentata a partire dal 1300, accentuata da fattori geografici, dalla maggior facilità per le regioni settentrionali a comunicare con l'Europa centrale,.
Benché si parli di migliaia di morti nel forte di Fenestrelle, un altro recente vaglio storico, ad opera di Juri Bossuto, consigliere regionale piemontese di Rifondazione Comunista, ridimensiona notevolmente il numero delle vittime, riportandone solo quattro nel novembre del 1860 e tende a smentire il maltrattamento ai danni dei prigionieri borbonici, poiché sarebbero stati assistiti con vitto e cure sanitarie. Più recentemente anche lo storico Alessandro Barbero si è decisamente opposto alla tesi secondo cui a Fenestrelle furono uccisi o intenzionalmente lasciati morire i soldati borbonici.
La pseudostoria del "genocidio meridionale" di cui la vicenda di Fenestrelle rappresenta un caso emblematico, sarebbe inoltre un tentativo analogo a quanto avvenuto in Francia da parte di ambienti di estrema destra o cattolici conservatori, ossia di riproporre in Italia tesi revisioniste simili a quelle sul cosiddetto "genocidio vandeano" di Reynald Secher; anzi, le tesi neomeridionaliste e neoborboniche sarebbero perfino antecedenti a quelle di Secher.
La tesi revisionista, che vedrebbe il Sud ostile ai Savoia dopo l'Unità, non spiega il fatto che, durante il referendum Monarchia-Repubblica del 1946, fu proprio il Sud a votare a grande maggioranza in favore della monarchia Sabauda, mentre il Nord votò Repubblica, inoltre dal 1946 al 1972 i partiti monarchici, poi confluiti nel Partito Democratico Italiano di Unità Monarchica (PDIUM), ottenevano ancora consensi soprattutto nel Meridione e a Napoli, dove, in occasione del referendum del 1946, diversi cittadini napoletani morirono in Via Medina, durante gli scontri in difesa della monarchia Sabauda, fatti noti come strage di via Medina,.
Anche la tesi che vedrebbe il brigantaggio antisabaudo come fenomeno di resistenza antipiemontese, è smentito dalle pagine scritte dall'ex ufficiale dell'Esercito Pontificio Giulio Cesare Carletti nel suo libro “L'Esercito pontificio dal 1860 al 1870”, Viterbo, Tip. soc. Agnesotti & C.,1904, pp .39-41.

Il libro dell'ex ufficiale pontificio descrive la ferocia e spietatezza delle bande di briganti meridionali in fuga dall'ex Regno di Napoli, perché pressati e inseguiti dal Regio Esercito Italiano e dalla Guardia Nazionale, che si riversavano all'interno della parte meridionale dello Stato Pontificio, compiendovi ogni genere di crimini, furti, rapine, violenze alle fanciulle, atti certamente incompatibili con il presunto status di partigiani, che taluni revisionisti vorrebbero assegnare a tali bande criminali.

Nel libro si illustra come, nel periodo 1864-1867, l'esercito pontificio, coadiuvato dal corpo antibriganti chiamato "Squadriglieri", dovette sostenere una lunga e dura lotta contro le numerose incursioni delle grosse bande ex borboniche, che sconfinando facevano razzie e commettevano delitti nei territori del Lazio meridionale, attività non configurabili come lotta antisabauda.